# Joseph Haydn
Franz Joseph Haydn (Rohrau, 1732. március 31. – Bécs, 1809. május 31.) osztrák zeneszerző, karmester, operaimpresszárió, énekes és zenetanár, a bécsi klasszikus zene első nagy mestere, a szonátaforma tökéletesítője, a szimfónia és a vonósnégyes műformájának kimunkálója.
Egyszerű bognár fiaként látta meg a napvilágot. Édesapja amatőr zenész volt, aki szívesen muzsikált saját maga szórakoztatására, így Haydn már kiskorában kapcsolatba került a zene világával. Szülei eredetileg egyházi pályára szánták, de egyik rokonuk rábeszélésének engedve elküldték Hainburgba zenét tanulni. Itt figyelt fel a jó hangú fiúra a bécsi Szent István-dóm karnagya, aki aztán felvette a templom kórusiskolájába. Így került Haydn Bécsbe, ahol lehetősége volt megismerkedni a korszak zenei újdonságaival, az akkor népszerű zeneszerzők munkásságával.
1749-ben hangja mutálása miatt kitették a kórusból, s ezután hónapokon keresztül alkalmi munkákból élt. Pietro Metastasióval bérelt lakást, aki beajánlotta Nicola Porporánál. Így Haydn rövid ideig a híres mester famulusa lett, akitől alkalma nyílt elsajátítani a zeneszerzés fortélyait. 1750-ben a fiatal komponistának alkalma nyílt bemutatkoznia a színházi életben is, ennek köszönhetően népszerűsége látványosan megugrott. 1759-ben Karl Joseph Morzin (1717–1783) gróf szolgálatába lépett, majd a következő évben megnősült. 1761-ben az Esterházy-udvar alkalmazottja lett mint másodkarnagy, majd Georg Joseph Werner halála után első karnagy lett. Haydn vezette az udvari zenekar mellett az udvari operatársulatot, valamint ő vezényelte le a herceg napi kamarazenéléseit is. 1766-tól Esterházy Miklós egyre gyakrabban tartózkodott Eszterházán, így Haydn kiszorult a bécsi zenei életből.
Az 1780-as évek közepén ismeretséget kötött Wolfgang Amadeus Mozarttal, akinek művészetéről mindig nagy tisztelettel nyilatkozott. 1790-ben meghalt Pompakedvelő Miklós herceg, így Haydn nagyobb szabadságra és mozgástérre tett szert. Elfogadta Peter Salomon hegedűművész londoni meghívását, és elutazott a brit fővárosba. Angliában Haydn zenéje nagy népszerűségnek örvendett, a mester koncertjei nagy sikereket arattak. Haydn ekkor komponálta a 12 londoni szimfónia első hat darabját. A következő év áprilisában tért vissza Bécsbe, ahol tanítványául fogadta a fiatal Beethovent, aki azonban végül más zenetanár után nézett. Haydn felismerte Beethoven zenei tehetségét, és ennek hangot is adott. A következő évben visszatért Londonba, ahol újabb sikeres hangversenyeket adott, megírta a londoni szimfóniák utolsó hat darabját. A királyi család szerette volna rábírni, hogy telepedjen le végleg Angliában, de Haydn visszatért Bécsbe, ahol utolsó éveit töltötte. Megírta két német nyelvű oratóriumát: A Teremtést és Az évszakokat. Mindkettővel nagy sikert aratott.
Miután betöltötte a hetvenedik életévét, egyre romlott egészségi állapota, egyre gyakrabban gyötörte reumás lábfájása, aminek következtében egy idő után házhoz kötötten élt. Ebből kifolyólag fokozatosan megszűntek a kötelezettségei a hercegi udvarban. 1809. május 26-án rosszul lett, orvosa már nem tudott rajta segíteni, 31-én meghalt.

## Élete

### A Haydn család
A család legrégebbi ismert tagja Kaspar Haydn volt, aki a 17. század második felében élt, az akkori Magyar Királysághoz tartozó Moson vármegyei Tétényben, majd innen költözött Hainburgba. A régebbi magyar szakirodalomban ezért találkozhatunk olyan feltételezésekkel, hogy a zeneszerző családja magyar származású volt, de ezt mára egyértelműen megcáfolták[forrás?]. A család nevét ’pogány’-ként is értelmezték. 1958-ban még az a hipotézis is lábra kapott, hogy Haydn ősei Mosonba települt horvátok lettek volna (egyébként egykor Alsó-Ausztria több településén is éltek horvátok), de ez sem nyert bizonyítást, viszont azt kimutatták, hogy a nyugat-magyarországi horvátok népzenéje inspirálta a zeneszerzőt. Az előkerült dokumentumok egybehangzóan bizonyítják, hogy a zeneszerző német nyelvű, osztrák származású család gyermeke volt, és felmenői nem parasztok (mint ahogy azt sokáig gondolták), hanem mesteremberek voltak.
Apja, Mathias Haydn, egy bognármester fiaként született Hainburgban, 1699. január 31-én. Nagyapja, Thomas Haydn, szintén bognár volt, és miután meghalt, a zeneszerző nagyanyja ismét egy bognármesterhez ment feleségül. Mathiasnak öt testvére volt, a gyerekeket mostohaapjuk, Mathias Seefranz tanította meg a bognármesterségre.

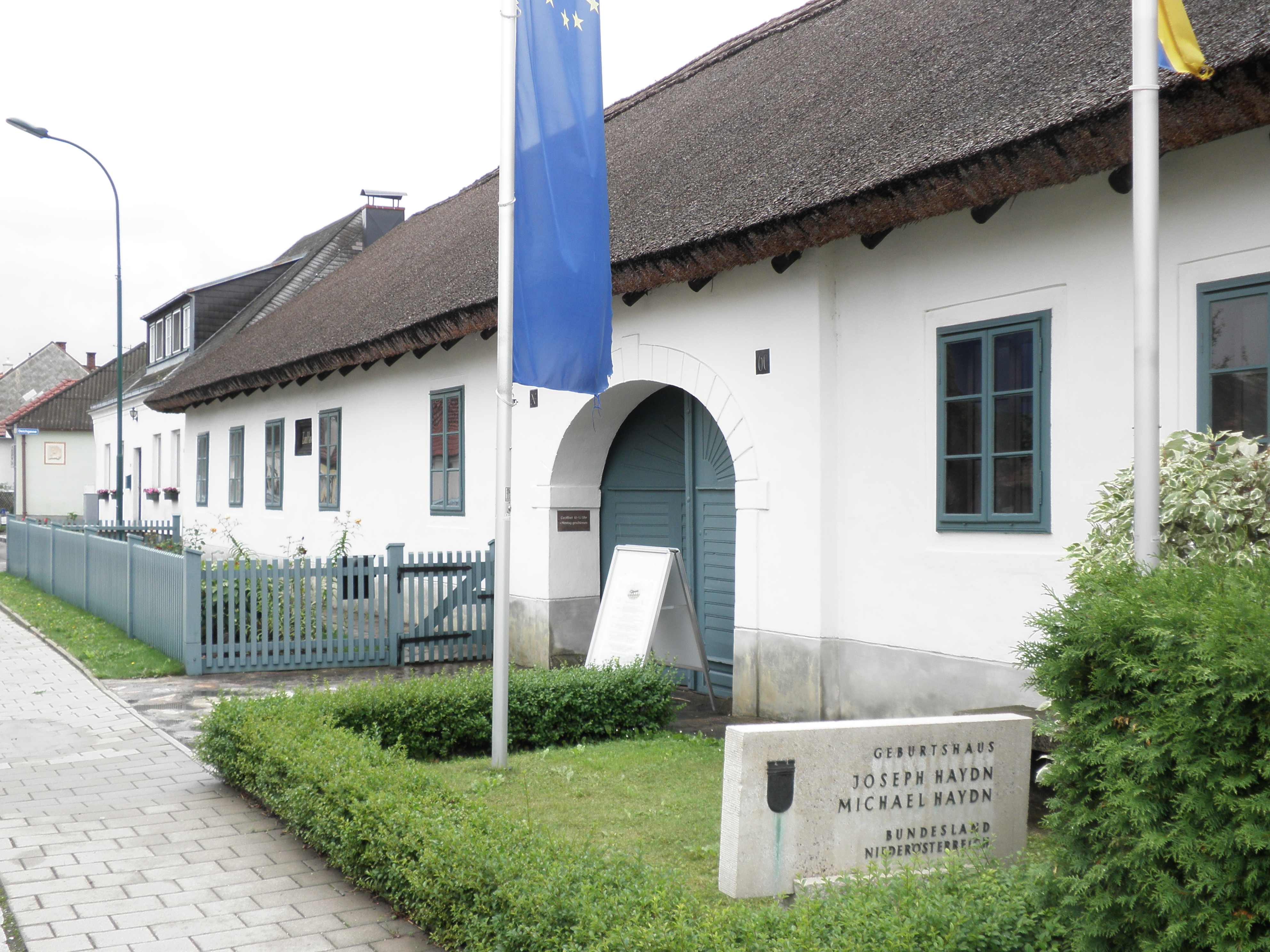
Haydn szülőháza

1717-ben Mathias Haydn nekivágott az iparoslegények szokásos vándorútjának, és egészen Frankfurtig jutott el. A hazafelé vezető úton Rohrauban telepedett le, ahol 1728-ban feleségül vette Anna Maria Kollert (1707–1754), aki parasztszülők gyermeke volt, és a férjhez menetele előtti években a Harrach-kastélyban dolgozott szakácsnőként. (Karl Anton Harrach gróf (1692–1758), Rohrau földesurának unokája, Karl Leonhard (1765–1831) a későbbiekben Haydn-emlékművet állíttatott a kastély parkjában.)
Mathias Haydn zenekedvelő ember volt, aki nem tudott ugyan kottát olvasni, de jól megtanult hárfázni. Hárfajátékához felesége olykor énekszóval csatlakozott. Nem meglepő tehát, hogy felnőttkorig eljutó gyerekeik közül háromból muzsikus lett, egyből pedig a zenetörténet egyik géniusza.
A házaspárnak tizenkét gyermeke született, Joseph a második, Michael (1737–1806) a hatodik, Johann Evangelist (1743–1805) pedig a tizenegyedik volt. Michael Haydn a korszak egyik jelentős zeneszerzője lett, aki elsősorban az egyházi zene területén alkotott jelentőset, míg Johann Evangelist egy templomi kórusban énekelt, majd az Esterházy-udvarban működött tenoristaként.
Mathias törekvő és rátermett mesterember volt, aki hamarosan szerény vagyonra tett szert: adóbevallásaiból kiderül, hogy egy kis borospincével és földdel, valamint „lábas jószágokkal” is rendelkezett. 1741–1762 között községi bíró volt.
„Én abban a csodálatos, régimódi szellemben nevelkedtem, amely a másikat előbbre valónak tartja magunknál. »Mások sokkal fontosabbak, mint te, kedvesem, és ezt zúgolódás nélkül el kell fogadnod!« – hallottam gyakran.” – emlékezett vissza a gyermekkorát, s a későbbi jellemét meghatározó erkölcsi elvekre Haydn.

### Hainburgi évek
Haydn zenei tehetsége korán megnyilvánult. Állítólag egy fadarabból hangtalan hegedűt is készített magának. Ezen adta meg szülei énekének ütemét. Mathias és Maria egyházi pályára szánták legidősebb fiukat.
1738-ban meglátogatta a családot Johann Mathias Franck, aki Haydn apjának mostohatestvérét, Juliane Rosine Sepperlt vette feleségül. Franck a hainburgi plébániai iskola rektora és karvezetője volt, s amikor meghallotta a kis Josephet, hogyan üti a taktust és énekel hozzá, egyből felismerte a fiú zenei tehetségét, és kérte szüleit, hogy bízzák rá a gyermek taníttatását. A szülők válaszút elé kerültek. Joseph még hatéves sem volt, így nem volt könnyű elengedniük, de azzal is tisztában voltak, hogy Rohrauban nincs lehetőségük taníttatni, ezért ha Joseph valóban tehetséges, akkor a hainburgi nevelés csak hasznára válhat, még akkor is, ha a fiú végül mégis papi pályára lépne.

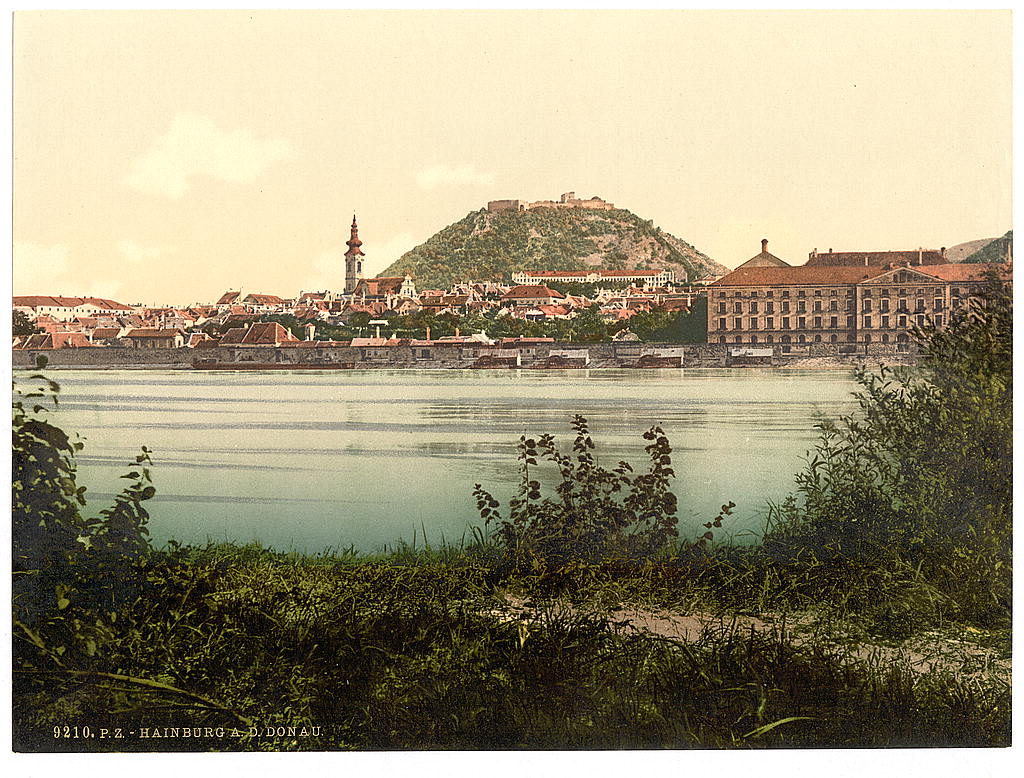
Hainburg látképe 1900-ban

Ezt végiggondolva a szülők rászánták magukat, hogy elengedjék gyermeküket. Így Haydn öt és fél évesen elhagyta a szülői házat, hogy ettől kezdve már csak ritkán visszatérő vendég legyen szülőfalujában. Mathias Haydn anyagi helyzeténél fogva nem tudta jelentősebb összegekkel támogatni fia tanulmányait, Franck jövedelme pedig igen szerény volt, és családját csak nagy körültekintéssel tudta ellátni. Ennek következtében Joseph szegényes ruhákban járt, amiket nem tudott rendszeresen cserélni és tisztán tartani. Korábban nem nagyon foglalkozott vele, hogyan jelenik meg az emberek előtt, de az iskolában más gyerekekkel is érintkezett, akik sokkal ápoltabbak voltak nála, s ez nagyon kellemetlen volt számára.
Franckéknak három gyermekük volt: két lány és egy fiú. Juliane nehezen tudta ellátni házi teendőit, ezért a hatéves Haydnt csak annyiban méltatta figyelemre, amennyiben igénybe tudta venni a fiú segítségét. A kosztja elégtelen volt, és a zeneszerző későbbi visszaemlékezéseiben azt állította, hogy Franckéknál több verést kapott, mint ételt. De élete végén is hálás volt az iskolamesternek, aki lehetőséget nyújtott neki a továbblépésre.
Franck amellett, hogy az elemi iskola nyolcvan tanulójának tanításával foglalatoskodott, sekrestyése és karmestere is volt a plébániatemplomnak, emellett rendszeresen gondoskodott új egyházzenei művekről a hitközség számára. Tekintélyes kéziratos kottagyűjteményt sikerült összevásárolnia, Haydnnak így lehetősége nyílt megismerkednie a kortárs mesterek műveivel.
Emellett több hangszeren is megtanulhatott játszani ezekben az években: tanították vonósokon, csembalón, fafúvósokon és dobon is játszani, az írás elsajátítása[pontosabban?] mellett. Maga a zeneszerző első miseéneklési gyakorlatait, illetve csembaló- és hegedűtanulmányait a hatodik életévére tette, ennek alapján feltételezhető, hogy gyorsan haladt előre tanulmányaiban. Ugyanakkor ma már az is világos, hogy nem volt autodidakta.
1740-ben Johann Georg Reutter udvari zeneszerző, a bécsi Szent István-székesegyház karnagya Hainburgba látogatott azzal a megbízással, hogy új énekeseket keressen a dóm kórusába. Hainburgban Anton J. Palmb plébános felhívta a figyelmét a szépen éneklő Haydn gyermekre. Ezt követően Reutter rövid vizsgáztatásnak vetette alá a fiút (megmutatta neki, hogyan kell trilláznia, Haydnnak pedig utánoznia kellett), majd kijelentette, hogy magával viszi a gyermeket Bécsbe.
Megígérte, hogy az osztrák császárvárosban maga fog gondoskodni új növendéke ellátásáról, és zenei képzést is biztosít számára, amennyiben ehhez a szülők is hozzájárulnak. Haydn szüleinek természetesen nem volt ellenvetésük. A kis Joseph az utolsó hainburgi hónapokat megfeszített tanulással töltötte. Kidolgozott egy olyan énekgyakorlatot, amellyel egyedül is képes volt tökéletesíteni énektudását.

### A székesegyház kóristája

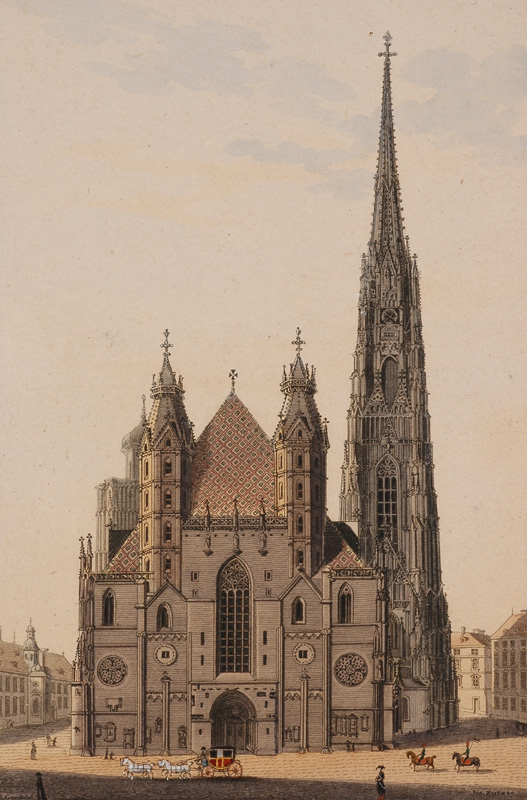
A bécsi Szent István-dóm

Haydn összesen tíz évet töltött a bécsi Szent István-székesegyház kórusiskolájában, ezután hangja mutálni kezdett. Korai életrajzírói nem sokat tudtak erről az időszakról, és mivel általában Haydn visszaemlékezéseire hagyatkoztak, valószínű, hogy maga a mester sem szívesen beszélt életének e szakaszáról. Saját elmondása szerint zeneelméletből mindössze két leckét kapott. Ugyanakkor azt is megjegyezte, hogy igen jó mesterek tanították hegedülni, zongorázni és énekelni. A székesegyházban és a császári udvarban egyaránt nagy sikerrel énekelte a kórus szoprán szólamát. Bár formális zeneelméleti képzésben valószínűleg nem részesült, az énekórákat minden bizonnyal szolfézsgyakorlatokkal is kiegészítették, a csembalóoktatás pedig a számozott basszusra is kiterjedhetett. Ezzel szemben számos korabeli beszámoló és életrajz eltúlozta a tanulmányok hiányát.
Haydn ezekben az években kezdett el komponálni. Reutter bátorította, hogy másolja le és variálja a székesegyházban énekelt motettákat és salvékat. Ez a gyakorlat már korán saját zeneszerzői ötleteket ébresztett benne, amelyeket aztán mestere kijavított. Egy alkalommal Reutter tanítványa teljesen énekelhetetlen, tizenkét szólamra írt Salve Reginája kapcsán nevetve kérdezte, hogy miért nem csak két szólamra komponált. Bizonyos az is, hogy Haydn nem magától ismerte meg azt a két tankönyvet, amelyek alapján tökéletesítette elméleti tudását. Az egyik Mattheson Der vollkomene Kapellmeistere, a másik Fux Gradus ad Parnassuma volt. Utóbbi általa birtokolt latin nyelvű példánya tele van bejegyzésekkel, ami arra enged következtetni, hogy Haydn igen alaposan áttanulmányozta Fux tankönyvét. Amikor később zeneszerzést tanított, akkor is e műből indult ki, ahogy Mozart is. Ebből is látható, hogy teljesen nem hanyagolták el a kórusiskolában az elméleti oktatást, de valószínűleg nem fektettek rá túl nagy hangsúlyt.
A templomi énekeseknek sok teendőjük volt. Naponta kétszer énekeltek a misén és a litánián, ehhez járult még a közreműködésük temetések, körmenetek, ünnepségek, hangversenyek alkalmából, illetve a jezsuiták által rendezett latin nyelvű drámaelőadásokon. Reutter összeköttetéseinek köszönhetően a dóm énekkarát gyakran meghívták az udvari kápolnával való együttműködésre is.
Ez a sokirányú foglalkoztatottság nagyon hasznos volt a fiatal Haydn számára. Lehetősége nyílt megismerkednie Fux, Caldara, Reutter és más, az osztrák fővárosban akkoriban divatos szerzők egyházi műveivel, de sok világi zenét is hallhatott.
Mária Terézia hamar kegyeibe fogadta a fiatal Haydnt, rendszerint nagyon meg volt elégedve énekesi teljesítményével. Az 1740-es évek közepén azonban Joseph helyzete a kórusiskolában megrendült, ugyanis hangja egyre erőteljesebben mutált. Ennek következtében a fontosabb szólamokat már ritkábban bízták rá, helyét fokozatosan az öccse vette át a fiúkórusban.
A királynőnek is feltűnt Haydn egyre rosszabb teljesítménye öccsével szemben, így lassan kiesett a kegyeiből. Egyre nyilvánvalóbbá vált, hogy hangja mutálása miatt már nem tudják sokáig alkalmazni a székesegyház énekeseként. Hegedűsnek persze beállíthatták volna a zenekarba, de Reutter túlságosan el volt foglalva a saját gondjaival, semhogy ez a megoldás eszébe jutott volna.
Furcsamód azonban Haydn sem állt elő semmilyen javaslattal vagy kéréssel. Sőt, állítólag egy gyerekes csínnyel ő maga intézte el, hogy kitegyék a kórusból: ollóval levágta egyik énekestársa copfjait. Reutter a fiú tenyerére mért botütésekkel akarta megbüntetni. A tizenhét éves Haydn ekkor kijelentette, hogy inkább elhagyja a konviktust, de nem engedi magát megalázni. Reutter biztosította arról, hogy ezután természetesen ki fogják tenni a templomból, de előtte el kell szenvednie a rá kimért büntetést. Ez meg is történt, majd 1749 novemberében, egyik napról a másikra, mindenfajta ajánlás vagy egyéb segítség nélkül az utcára tették a fiút.

### A pályakezdés nehézségei
Miután Haydn kikerült a katedrális kórusából, még további tíz évig az osztrák császárvárosban maradt. Jól játszott zongorán és hegedűn, de ő maga is elismerte, hogy nem volt egyetlen hangszernek sem a virtuóza. Szoprán énekhangját ugyan elveszítette, de jobban énekelt az átlagnál, ám tovább kellett volna képeznie magát, hogy énekesként tudjon elhelyezkedni. Első szerzeményei a megfelelő elméleti felkészültség hiányában csupán kísérletek voltak. Nyolc évig alkalmi munkákból tartotta fent magát, tengődött, koplalt, szegényes öltözetben járt.
Szüleitől nem remélhetett anyagi támogatást, azok éppen Franciska nevű lánytestvére hozományát gyűjtögették. Talán ha Haydn a papi pályát választja, még hajlandóak lettek volna némi áldozathozatalra, de Joseph mindenképpen muzsikus akart lenni.
A véletlen jött a segítségére, amikor egy nap összefutott az utcán Johann Michael Spanglerrel, a Szent Mihály-templom tenoristájával, aki jól ismerte Haydnt. Miután elmesélte mindennapi küzdelmeit, Spangler megszánta a fiatalembert, és felajánlotta, hogy lakjon nála, amíg nem talál jobb megoldást.
A tenor egy szegényes padlásszobát bérelt feleségével és újszülött kisfiával. Haydn minden tőle telhetőt megtett, hogy megélhetéshez jusson, mindenféle alkalmi munkát elvállalt: volt kottamásoló, zeneműveket dolgozott át, tanítványokat vállalt, mulatságokhoz tánczenéket komponált, és gyakran vett rész úgynevezett gassatim alkalmakon, azaz éjszakai utcai zenéléseken, szerenádokon is.
Egy bizonyos Johann Wilhelm Buchholz csipkeverő 150 forint kamatmentes kölcsönt biztosított neki. Valószínűleg a következő évben (azaz 1750-ben) történt, hogy Haydn meglátogatta a Mariazellben lévő bencés zarándoktemplomot. Állítólag egy maga komponálta egyházi művét is magával vitte, és kérte, hogy bemutathassa a templomban. Hogy pontosan melyik művéről volt szó, nem lehet biztosan tudni, de ez a zarándoklat mindenképpen maradandó élményt nyújtott a fiatal zeneszerzőnek, később ugyanis a Missa Cellensist és a Mariazellermessét is a mariazelli emlékeire támaszkodva komponálta.

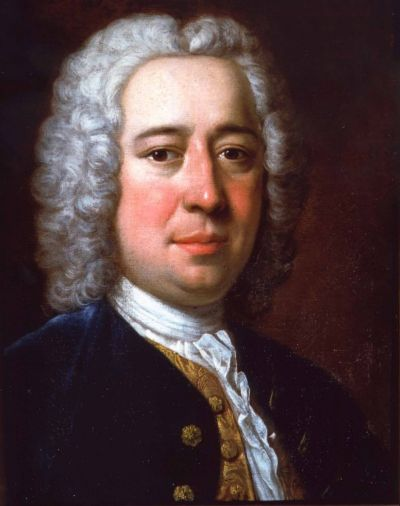
Nicola Antonio Porpora

1750 tavaszán beköltözött első önálló bécsi lakásába, egy Mihály-templom melletti kis padlásszobába. Itt mosolygott rá ismét a szerencse: ugyanabban a házban lakott Pietro Metastasio, a híres librettóíró is, aki ugyanannak a Marianna von Martinesnek volt a nevelője, akinek Haydn is adott ének- és zongoraleckéket. Ezért cserébe ingyen étkezést kapott a Martines családnál.[pontosabban?] Itt ismerkedett meg személyesen Metastasióval, aki bemutatta az akkor már idős Nicola Porpora zeneszerzőnek, aki a velencei követ kedvesének adott énekleckéket. Az énekórák alatt azonban nem volt hajlandó ő szolgáltatni a zongorakíséretet, Metastasio ezért beajánlotta hozzá Haydnt, hogy vegye fel segédjének. A fiatal zeneszerző három hónapig volt Porpora inasa, és bár gyakran kapott dorgálást a mestertől, később hálásan emlékezett vissza inaskodása hónapjaira. Olykor egy bizonyos Hildburghausen hercegnél kellett zongorán kísérnie Porporát, olyan nagy mesterek jelenlétében, mint Gluck vagy Wagenseil. Az ilyen tekintélyek elismerő szavai rendkívül nagy bátorítást jelentettek a pályakezdő komponista számára.
Ezt az időszakot nem könnyű évszámra és hónapra pontosan behatárolni. Marianna von Martinest (aki egyébként maga is híres zenész és zeneszerző lett) Haydn 1751-ben vagy 1752-ben kezdhette tanítani, ez alapján feltehető, hogy Metastasióval töltött évei az 1751–1754 közötti időszakra estek. Porpora 1752 végén, 1753 elején érkezhetett Drezdából Bécsbe, Haydn pedig már 1753 márciusában találkozhatott vele. Metastasiónak ugyanis ekkor jutott eszébe, hogy Porporával komponáltassa meg legújabb operaszövegkönyvét. Haydn 1756-ban komponált zenéjének mesterségbeli színvonalát ismerve, 1754 lehetett a legkésőbbi év, amikor Porporától lehetősége nyílt elsajátítania a zeneszerzés alapjait, valamint az olasz nyelv és énekstílus ismeretét. Porpora késztethette őt arra, hogy módszeresen dolgozza fel Fux Gradus ad Parnassumát. Fux munkája mellett nagy hatást gyakorolt rá Carl Philipp Emanuel Bach kompozícióinak a megismerése is.

### Az első sikerek
Haydn az 1750-es évek elején került kapcsolatba Joseph Felix von Kurzcal, aki a Kärntnertortheater ismert komikusa és impresszáriója volt. Ő kérte fel, hogy komponáljon neki zenét a Der krumme Teufel című vígjátékhoz. A darabot az 1751–1752-es szezonban mutatták be, és a következő évadban nagy sikerrel újították fel. A zeneszerzőnek nagy előrelépést jelentett, hogy bemutatkozhatott a színház világában, és nyilván első színpadi műve sikere is hozzájárult ahhoz, hogy lassanként sikerült bejutnia a jómódú zenebarátok körébe.
Zenetanárként eleinte havonta két forintot keresett, ez az 1750-es évek második felében öt forintra emelkedett. Ennek köszönhetően másik lakásba költözhetett. Nagy csapás volt számára, hogy mialatt a Seilerstattén lakott, egy alkalommal betörtek hozzá, és mindenét ellopták.

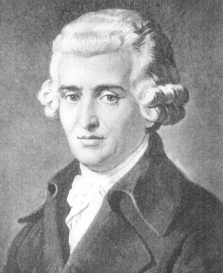
A fiatal Haydn

Óradíjának megemelkedése mintha társadalmi tekintélyén is javított volna. Ezt jelzi, hogy miután átnézte néhány zongoradarabjának kottáját, Maria Christina Thun grófnő érdeklődni kezdett Haydn iránt. Személyesen is találkozni akart vele, majd miután ez megtörtént, felkérte, hogy adjon neki zongora- és énekórákat. Így a zeneszerző pótolni tudta ellopott ingóságait.
A Thun család egyébként Gluckkal, Mozarttal és Beethovennel is kapcsolatban állt, és valószínűleg a grófnő ismertette meg Karl Joseph von Fürnberg báróval, aki szenvedélyes zenebarát volt. A báró meghívta a fiatal zeneszerzőt Weinzierlben fekvő kastélyába, s ezt követően gyermekei zenemestereként alkalmazta. Haydn az ő megrendelésére írta első vonósnégyesét.
Haydn tanítványainak a száma látványosan megugrott, a tanítás mellett pedig számos egyéb kötelezettséget is magára vállalt: hegedűs volt az Irgalmasok templomában, Haugwitz gróf kápolnájában orgonán játszott, a Szent István-székesegyházban pedig ismét alkalmazták mint tenorénekest. 1759-ben von Fürnberg beajánlotta Karl Joseph Morzin (1717–1783) grófhoz, aki kamara-zeneszerzőként és zeneigazgatóként alkalmazta, évi kétszáz forint fizetéssel, ellátással és lakással. A telet munkaadójával Bécsben, a nyarat pedig a csehországi Unter-Lukawitzen töltötte. Itt írta meg a zeneszerző első szimfóniáját. Ezt megelőzően és ezt követően is számos Haydn-kompozíció született a báró szolgálatában töltött idő alatt: az első szimfónia után még tizennégy darab ebben a műfajban, több billentyűs szonáta, triók, divertimentók, versenyművek, fúvós együttesekre írt partitúrák, és valószínűleg ekkor keletkezett az Op. 2-es gyűjtemény két vonósnégyese is.
1760. november 26-án a bécsi Szent István-székesegyházban Haydn házasságot kötött Maria Anna Theresia Kellerrel, a házassági szerződést november 9-én keltezték. Maria Anna annak a Johann Peter Keller nevű parókakészítőnek volt a lánya, aki a zeneszerzőt többször is kisegítette, többek között alkalmazta zenetanárként is. Haydn korabeli életrajzírói szerint az ifjú először Maria Anna húgába, Theresébe szeretett bele, de őt vallásos szülei zárdába adták, ahol 1756-ban apácafogadalmat tett. Egyesek szerint Haydn erre az alkalomra komponálta E-dúr Salve Regináját és talán C-dúr orgonaversenyét. Hogy ezután pontosan miért vette el szerelme nővérét, azt nem lehet pontosan tudni. Haydn személyes elmondása szerint házassága boldogtalan volt, és sem ő nem volt hű feleségéhez, sem az asszony őhozzá. A zeneszerző félrelépéseit egyébként azzal indokolta, hogy Maria Anna nem tudott teherbe esni. Boldogtalan évek hosszú sora után különköltöztek egymástól, és Haydn szerint a házasságuk ettől fogva teljesen harmonikus volt.

### Az Esterházy-udvar másodkarnagya
Anyagi nehézségei miatt Morzin gróf Haydn esküvője után nem sokkal szélnek eresztette a zenészeit, és zeneigazgatójától is megvált. Haydn azonban nem maradt sokáig állás nélkül, ugyanis Esterházy Pál Antal herceg, a művészetek nagy pártfogója, amint hírét vette, hogy Morzin feloszlatta a zenekarát, elhatározta, hogy megszerzi magának az akkor már komoly hírnévnek örvendő zeneszerzőt.
A herceg udvari karmestere, Gregor Joseph Werner ekkor már nagyon idős és beteges volt, zenei tájékozottsága pedig egyre konzervatívabbnak számított. Ez is közrejátszott abban, hogy a herceg hozzálátott zenei együttesének felfrissítéséhez. Haydnt nyilván Werner utódjának szánta, ezért eleinte másodkarmesterként alkalmazta. A szerződést 1761. május 1-jén írták alá, de a zeneszerző már az év elején megkezdhette működését az Esterházy-udvarnál. Ezt látszik alátámasztani, hogy az április 1-jén felvett zenészek szerződése tartalmazta, hogy nemcsak az első, hanem a másodkarmesternek is engedelmességgel tartoznak, márpedig a poszt Haydn működése előtt nem létezett a hercegi udvarban. Valószínűnek látszik az is, hogy az ekkor alkalmazott zenészek többségét már Haydn választotta ki.
Szerződtetésének feltételeit korábban megalázónak gondolták a kutatók (Szabolcsi Bence Zenei lexikonában is arról olvashatunk, hogy „Haydn szolgálatba lépett a szó feudális értelmében, és lakáj módjára engedelmességgel tartozott a hercegnek”), de ma az az általános vélekedés, hogy a hercegi udvarral kötött szerződése lényegesen nem különbözött a hasonló célú, korabeli dokumentumoktól. A zeneszerző nem szolga, hanem hivatásos, belső alkalmazott volt, évi 400 forint fizetéssel, ehhez járultak még különböző természetbeni juttatások, valamint étkezés a tisztviselők asztalánál. Az ő feladata lett a Camer-Musique alkalmazása. Ez magában foglalta a hangszeres zene mellett az egyházi vokális, valamint a színpadi zenét is. A zenészek fölött teljhatalmat gyakorolt, nemcsak szakmai kérdésekben, hanem a magaviselet területén is. Beosztottjaival minden bizonnyal jól bánt, ezt támasztja alá, hogy többükkel személyes jó kapcsolatba került. Zenészei nem egyszer kérték meg, hogy legyen gyermekeik keresztapja.
Összességében Haydn elégedett volt az Esterházy-udvarban több évtizeden át folytatott életével, soha nem keveredett komolyabb konfliktusba kenyéradóival, és elszigeteltségét éppúgy képes volt a maga javára fordítani, mint a saját zenekar és operatársulat nyújtotta előnyöket. Egy alkalommal állítólag megjegyezte: „Kísérletezhettem egy zenekar élén, megfigyelhettem minden hatást, javíthattam, nyesegethettem, vállalkozhattam, merhettem. El voltam zárva a világtól, senki sem kínozhatott kétségekkel – és így eredetivé kellett lennem.”
Alapjában véve három különféle működési területet bíztak Haydnra. Karmesterként naponta kellett a zenekarral és az énekesekkel próbákat tartania, valamint előadásokat vezetnie, ezenkívül neki kellett megírnia zeneszerzőként az előadandó művek nagy részét, végül hivatalnokként is helyt kellett állnia. Ebben a minőségében könyvtárosként, hangszertárosként és személyzeti főnökként kellett tevékenykednie.

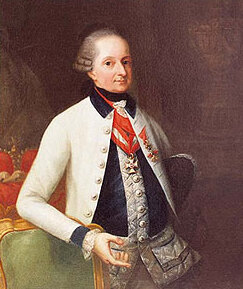
Esterházy Miklós József portréja. Martin Knoller festménye

Nem sokkal Haydn alkalmazása után Esterházy Pál Antal egészségi állapota rohamosan romlani kezdett, és a herceg 1762. március 18-án meghalt. Mivel nem volt gyermeke, öccse, Miklós vette át az örökségét. Ő még elődjénél is lelkesebb zenerajongó volt, aki a korábbinál is nagyobb terveket dédelgetett udvara felvirágoztatását illetően. Ennek következtében Miklós herceg már életében megkapta a „der Prachtliebende” („a pompakedvelő”) jelzőt.
Az új herceg igen nagyra becsülte Haydnt, és nagyvonalúan is bánt vele: fizetését felemelte 200 forinttal, a barytontriók, valamint a sikeres operaprodukciók után külön aranydukáttal jutalmazta, amikor pedig a mester kismartoni háza két ízben is tűzvész martaléka lett (1768-ban és 1776-ban), saját költségén állította helyre. Zenei ízlése természetesen befolyással volt arra, hogy Haydn milyen zenei műfajokban alkotott.
Az 1760-as évek első felében a zeneszerző főleg hangszeres zenét komponált, elsősorban szimfóniákat, kizárólag a hercegi udvarban való előadás céljából. Hogy pontosan miként zajlott a mester és zenekara napi munkája, azt nem lehet biztosan tudni. Egyes dokumentumok szerint minden nap meg kellett tudakolnia a hercegtől, hogy aznap szüksége van-e zenei szolgálatra, de más dokumentumok arról számolnak be, hogy rendszeres akadémiát kellett tartania minden kedden és csütörtökön.
1762–1765 között Miklós herceg Kismartonban tartózkodott. Haydn is itt élt feleségével, abban a házban, ahol a többi zenész is lakott. 1766-ban közbenjárásával szerződtették Haydn öccsét, Johann Evangelistot, hivatalosan tenoristának, de inkább csak testvére jótékony támogatását élvezte.

### Összezörrenések a hercegi udvarral
1765–1766 több szempontból is fordulópont volt a zeneszerző életében. A herceggel egy időre megromlott a viszonya. 1765 szeptemberében a zenekar egyik fuvolása, Franz Sigl felgyújtott egy házat. Az Esterházy-levéltárból előkerült levelek közül több is bizonyítja, hogy Haydn mindig kiállt zenészei mellett és megsegítette őket, ha szorult helyzetbe kerültek. Valószínűleg ezért ragasztották rá a Haydn papa becenevet. Nem történt ez másképp Sigl esetében sem.

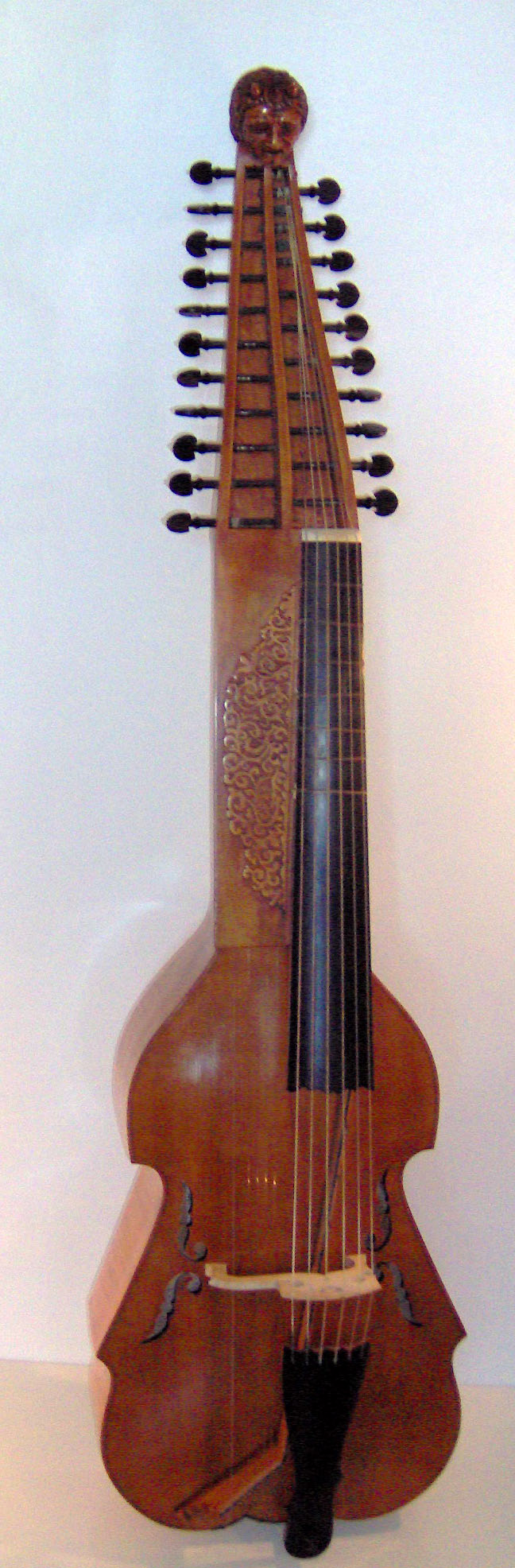
A baryton

Ludwig Peter Rahier uradalmi ügyintéző (akivel Haydnnak rendszeresen akadtak nézeteltérései) a zenész elbocsátását és börtönbe csukását javasolta. A herceg, miután tájékoztatták a történtekről, megszidta Haydnt, de a zeneszerző ügyesen védte meg magát. Sikerült elérnie, hogy ne zárják börtönbe Siglt, csak a zenekarból tegyék ki (később egyébként újra alkalmazták).
Georg Joseph Werner közben elkészítette végrendeletét, majd levelet írt Miklós hercegnek, amelyben azzal vádolta Haydnt, hogy elhanyagolja a kottatárat, az énekeseket, és a hangszereket sem tartja megfelelően rendben. A herceg dorgáló levelet küldött másodkarmesterének, amelyben utasította, hogy több gondot fordítson a fent említettekre, és készítse el az udvar kottáinak és hangszereinek katalógusát. A levél záradékában még arra is felhívta a zeneszerző figyelmét, hogy az utóbbi időben kevesebb gondot fordított a komponálásra. Ezért utasította, hogy buzgóbban lásson hozzá a zeneszerzéshez, különös tekintettel a barytonra írt darabokra. A baryton egy régi vonós hangszer, a viola da gambával tartozik egy családba, amelynek különlegessége, hogy segítségével a játékos önmagát kísérhette egy együttrezgő húrsorozat pengetésével, miközben a szokásos módon vonóval játszott rajta. Pompakedvelő Miklós kiváló barytonjátékos volt.
Haydn ezután hozzáfogott a barytontriók sorozatgyártásához, és 1766. január 4-én három új darabot nyújtott át a hercegnek, aki nem volt hálátlan: 12 dukáttal jutalmazta meg, és további hat triót rendelt tőle. Még ez év őszén elkészült egy 24 művet tartalmazó kötettel is, és ezt még további két kötet követte 1768 júliusáig. A barytontriók komponálása ezután valamelyest visszaesett, de az 1770-es évek közepéig folyamatos maradt. Haydn összesen 126 triót írt barytonra, és még jó néhány vegyes darabot. A herceg meg lehetett elégedve a teljesítménnyel. A több mint kétszáz, a herceg magánhasználatára készült darab többsége barytonra, csellóra és mélyhegedűre készült.
A barytondarabok komponálása mellett másként is válaszolt kenyéradója dorgálásaira: elkezdte összeállítani műveinek katalógusát, nyilván ezzel akarta megcáfolni állítólagos zeneszerzői terméketlenségét. Ez a később Entwurf-Katalognak nevezett dokumentum ma a legfontosabb támpontja a kutatóknak az 1770-es évek végéig komponált művekről és azok kronológiájáról.

### Haydn Eszterházán
1766-ban Eszterházán (ma Fertőd) befejeződtek az Esterházy-kastély építési munkálatai. 1768-ban elkészült a színház, egy évvel később pedig a Muzsikaház is (itt voltak elszállásolva a zenészek). Miklós herceg ettől kezdve szinte minden nyarat itt töltött, sőt a nyári időszakot egyre jobban igyekezett kitolni, hogy minél tovább időzhessen a Versailles-i palota mintájára épített új rezidenciáján. Mivel a zenészek családja Kismartonban élt, ezért olykor nagyon nehezükre esett kivárni azt, hogy ismét visszatérhessenek a városba. 1772-ben például a herceg tíz hónaposra duzzasztotta fel a nyári tartózkodást. Haydnt ez késztette a Búcsúszimfónia megírására.

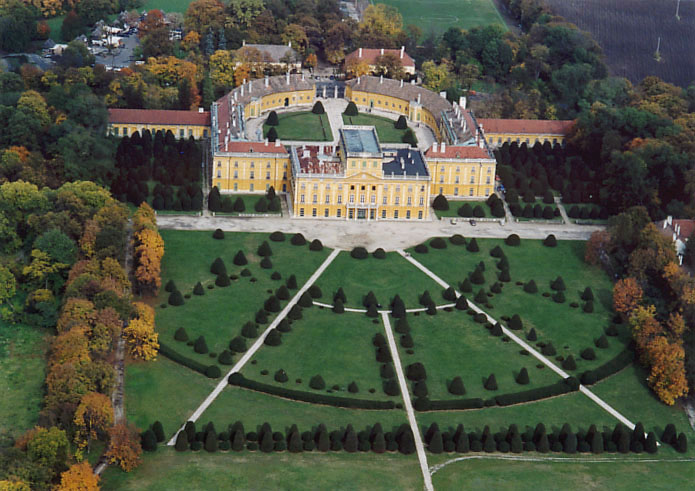
A fertődi Esterházy-kastély

Az új rezidencián természetesen virágzó zenei életet kellett kiépíteni a herceg igényeinek a kielégítésére. 1766-ban Werner meghalt, és ezzel hivatalosan is Haydn lett az udvar első karmestere, és persze jelentős szerepet kellett betöltenie a fertődi művészeti élet kialakításában. A mester nagy lendülettel látott munkához. Gondja volt rá, hogy a lehető legjobb énekeseket szerződtessék, akik olasz mestereknél tanultak. Rengeteg sokat ígérő tehetséget gyűjtött maga köré, akik a kezei alatt magas színvonalú előadóművészekké fejlődtek. Mivel a herceg még a császári udvarnál is jobban megfizette muzsikusait, így Haydnnak nem esett nehezére a legjobb zenészek alkalmazása.
Eszterházán folyamatosan foglalkoztatták a zenészeket és az énekeseket. Hetente kétszer-háromszor operaelőadást és két hangversenyt rendeztek. Ezenkívül volt rendszeres kamarazenélés is a herceg magánlakosztályában, amiben magas rangú főurak is részt vettek.
Rendszeresen előfordult, hogy egy magasabb rangú vendég fogadása alkalmából teljesen felfordult az udvar élete. Mária Terézia 1773-ban Eszterházán tett látogatása például különösen jeles eseménynek számított, amelyről még egy külön nyomtatott könyv is kimerítő leírást adott. Haydn a hasonlóan magas rangú vendégek fogadása alkalmából komponálta operáit. A királynő látogatása alkalmából például az Aki hűtlen, pórul jár című dalművét adták elő, valamint a Philemon és Baucis című marionettoperát.
Miklós herceg kifogástalan házigazda igyekezett lenni: 1775-ben például egy főherceg látogatott a palotába, akinek a kedvéért megrendeztetett egy egész vásárt, mutatványos bódékkal, vásári kikiáltókkal, kuruzslókkal. A muzsikosoknak tehát sok dolguk volt, a herceg pedig két kézzel szórta a pénzt, ha kedves szórakozásairól volt szó.
A fertődi kastélyban 1766-tól rendezett operaelőadások idővel az udvari zenei élet legfontosabb eseményei lettek. Eleinte Haydnnak csak a legfontosabb vendégek érkezésére kellett operákat komponálnia. 1768-ban La pestratrici című művével felavatták az új operaházat is.

### Fellépések Bécsben

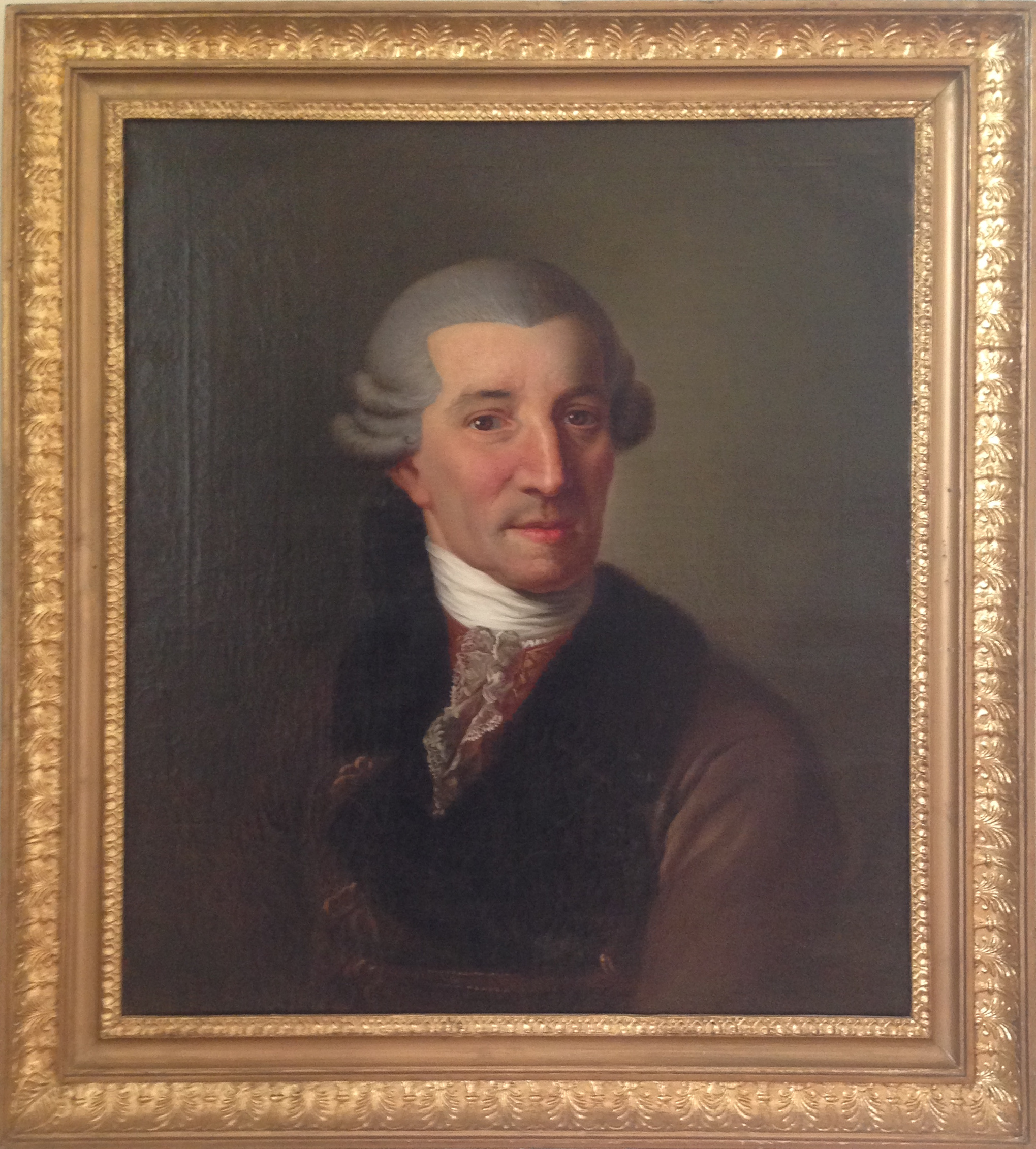
Christian Ludwig Seehas (1753–1802) portréja a zeneszerzőről

Mivel az udvar az 1770-es évek elején már legalább tíz hónapot töltött Eszterházán, Haydn eladta kismartoni házát. A rövid téli szezont ettől kezdve inkább Bécsben töltötte. Rendszerint a herceg kíséretében utazott a császárvárosba, ahol 1770-ben előadták von Sumerau báró bécsi házában Lo Speziale (A patikus) című vígoperáját. De Bécsben zajlott le az Il ritorno di Tobia (Tóbiás visszatérése) című oratóriumának első két előadása is, egy jótékonysági hangversenysorozat keretében. A hercegi udvarral kötött munkaszerződése alapján elvileg kizárólag az Esterházy-udvar számára komponálhatott, és darabjait csakis a hercegi rezidenciákon rendezett előadásokon mutathatta be, de Pompakedvelő Miklós úgy látszik, nem vette szigorúan ezt a kikötést. Ennek köszönhetően Haydn művei hamar elterjedtek egész Ausztriában.
A zeneszerző első oratóriumának nagy sikere is közrejátszhatott abban, hogy a Das gelehrte Österreich című kiadvány számára életrajzi vázlatot kértek Haydntól. Ma ez a dokumentum a legfontosabb forrása a mester fiatalságára és tanulóéveire vonatkozó eseményeknek.
A sikerek ellenére a bécsi közönséget megosztotta Haydn zenéje. Egyesek kifogásolták, hogy operáiban keverte a komikus és a tragikus elemeket, és hogy általában a komikumra helyezett nagyobb hangsúlyt. A kritikusok véleménye szerint a zeneszerző nem ismerte az operakomponálás szabályait. Eleinte II. József is hasonló véleménnyel volt Haydnról. Egy alkalommal állítólag kijelentette, hogy Haydn zenéje számára nem jelent többet egy jó tréfánál. Az uralkodó hasonló kijelentései nyilván hozzájárultak ahhoz, hogy Haydn nehezen tudott érvényesülni a császárvárosban.
1776-ban állítólag Bécs számára komponálta a La vera Costanza (Az igazi állhatatosság) című operáját, de a szóbeszéd szerint, ahogy betette a lábát a városba, hogy megkezdje a próbákat az énekesekkel, olyan intrikaáradat zúdult rá, hogy attól tartott, még a partitúra elkészítésekor tervezett személyzetet sem kapja meg. Végül maga döntött a visszalépésről, és átadta a helyét Pasquale Anfossinak, aki ugyanazt a szövegkönyvet zenésítette meg. A Haydn-opera bemutatójára így csak három évvel később került sor Eszterházán. A hasonló incidensek arra késztették, hogy belássa az Esterházy-udvarnál viselt tisztsége előnyeit.

### Haydn, az operaimpresszárió

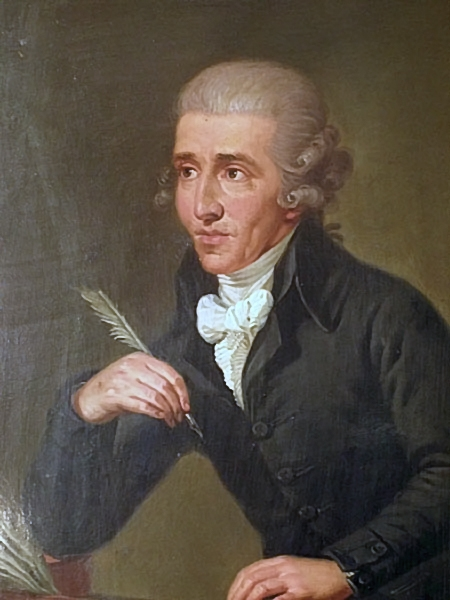
Haydn az 1770-es években

A hosszúra nyúló eszterházi tartózkodások elsődleges oka az lehetett, hogy Miklós herceg eredményesen szervezte újra a színházi életet. Szinte minden évben szabályos évadok keretein belül került sor a prózai és a zenés színházi előadásokra, és egy külön kis színházépületben marionettoperákat is játszották. Eleinte a prózai előadások domináltak, de az 1780-as évek végére fordult a kocka. 1776-ban állandó operatársulat létesült Eszterházán, amely egészen 1790-ig, Miklós herceg haláláig működött. Ennek következtében látványosan megemelkedett az operaelőadások száma, ami új kötelezettségeket rótt Haydnra.
A zeneszerző eleinte rendszeresen komponált új operákat a herceg számára. 1768-ban, az operaház megnyitására írta a Lo speziale (A patikus) című vígoperáját, ezt követte a következő évben a Le pescatrici, amit 1770-ben a herceg unokahúgának esküvőjén adtak elő. Ez volt az új kastély első nyilvános operaelőadása, meghívott arisztokrata vendégek előtt. Három évvel később készült el a L’infedeltà delusa (Aki hűtlen, pórul jár), amit Esterházy Pál Antal özvegyének névnapján mutatták be. Ugyanebben az évben, Mária Terézia látogatása alkalmából került színre a Philémon és Baucis, valamint a L’incontro improvviso (A váratlan találkozás).
1779-ben az operaház nagy része leégett, ez azonban nem akadályozta meg Miklós herceget abban, hogy még a tűzvész napján operaelőadást rendeztessen a sebtében átalakított marionettszínházban. Haydn legújabb, L’isola disabitata (A lakatlan sziget) című operájának bemutatóját szintén megtartották a kitűzött időpontban, december 6-án. A tűzesetben egyébként a zeneszerző három marionettoperájának a kézirata is megsemmisült (Dido, Vom abgebrannten, Die betrafte Rachbegierde).
Az újjáépített operaházat La fedelta premiata (A hűség jutalma) című operájával nyitották meg 1781. február 25-én. A mester két utolsó eszterházi operája az Orlando paladino (Orlando lovag) és az Armida volt. Az előző bemutatója 1782-ben, az utóbbié 1784-ben zajlott le. Haydn ezt követően felhagyott az operakomponálással a hercegi udvar számára, nem lehet tudni, miért. Megírt színpadi műveire nagyon büszke volt, ráadásul pont abban az időszakban állt le az operakomponálással, amikor a zenés színpadi előadások száma látványosan megemelkedett az udvarban. Rejtély, hogy ennek ellenére Miklós herceg miért adott engedélyt udvari zeneszerzőjének az operakomponálással való felhagyásra.
Természetesen egy idő után Haydn nem lett volna képes egymaga biztosítani az előadáshoz szükséges darabokat, akkor sem, ha hetente komponált volna új operákat. Ennek következtében más szerzők operáit is színre vitte Eszterházán, jelentősen hozzájárulva ezzel az európai operajátszás színvonalának emelkedéséhez.
Az általa kialakított repertoár központjában az opera buffa állt. 1776–1790 között Cimarosa darabjait játszották a leggyakrabban. 1783 és 1790 között például tizenkét Cimarosa-operát mutattak be Eszterházán, valóságos Cimarosa-kultuszt alakítva ki hazánkban. Cimarosa mellett kedveltek voltak Paisiello darabjai is, valamint Anfossi, Sarti operái, és természetesen Haydn darabjai is műsoron maradtak.
Amint eldőlt, hogy egy opera előadásra fog kerülni, Haydnnak kellett gondoskodni a szükséges zenei változtatások elvégzéséről, a szólamok másolásáról, neki kellett levezényelnie a próbákat, és szinte valamennyi előadást ő vezényelte el. Emellett az 1780-as évek elejéig elvárták tőle, hogy időről időre újabb operákkal álljon elő.
Az egyes operák átalakítására elsősorban azért volt szükség, mert az itáliai operaházakhoz képest az eszterházi színház csak közepes méretűnek számított, így legfeljebb húsz zenész tudott fellépni egyszerre az előadásokon, klarinét, trombita és üstdob pedig nem állt rendelkezésre. E megszorítások mentén az egyes darabokat újra kellett hangszerelni. Haydn emellett szívesen gazdagította az egyes operák zenekari hangzását is: általában fontos szerephez juttatta a másodhegedűt, valamint a brácsát, illetve többször előfordult, hogy fúvós hangszereket alkalmazott ott, ahol az eredeti partitúra csak vonósokat írt elő. Mivel kórus nem állt rendelkezésére, a kórusrészleteket rendszeresen ki kellett húznia. Ezenkívül gyakran előfordult, hogy jelentős rövidítéseket hajtott végre, illetve egyes részletek formáját is teljesen átszabta, ha nem találta megfelelőnek. Szokása volt ezenkívül, hogy a lassú részek tempóját megváltoztatta, illetve az énekszólamok technikailag nehezen kivitelezhető részeit egyszerűsítette, vagy az esetek többségében kihúzta.
Hogy ezeket a rövidítéseket, átírásokat Haydn a saját szakállára végezte el, vagy a herceg ízléséhez akarta velük szabni az operákat, nem lehet tudni. Persze az is előfordult, hogy egyes darabokat minden változtatás nélkül állított színpadra. Ezek közé tartozott többek között Paisiello A sevillai borbélya is.
Összességében elmondható, hogy Haydn valószínűleg a korabeli Európa egyik legjobban felszerelt színházának állt az élén. A színház fénykorában huszonöt énekes állt a rendelkezésére, az adminisztrációról és a személyzetről nem is beszélve. A zenekar húsz hivatásos zenészből állt, a nem itáliai operaházak közül egyedül a Covent Garden érhetett a társulat nyomába. 1790-ig, vagyis Pompakedvelő Miklós haláláig, több mint száz opera hangzott el Eszterházán, az előadások száma pedig meghaladta az ezret.

### Szerelmi kapcsolata Luigia Polzelli énekesnővel
Miklós herceg 1779-ben fogadta szolgálatába a Polzelli házaspárt, Antoniót és Luigiát. A férfi hegedűs volt, míg felesége mezzoszoprán énekesnő. Hamarosan kiderült azonban, hogy egyikük sem üti meg a hercegi udvar többi zenészének és énekesének színvonalát. A hegedűs tüdőbajos volt, ezért gyakran nem tudta ellátni feladatát, míg felesége Haydn alapos énekórái dacára is csak másodrangú szerepek eléneklésére volt képes. A házaspár csekély fizetést kapott, hivatalosan 1780-ig szólt a szerződésük, de mivel hamar világos lett, hogy nem képesek megfelelni az elvárásoknak, már korábban közölték velük, hogy szolgálataikra nem tartanak igényt.
Ennek ellenére mégsem bocsátották el őket, még akkor sem, amikor már Antonio neve nem is szerepelt az udvari zenészek listáján, mert annyira elhatalmasodott rajta a tüdőbaj, hogy egyáltalán nem tudta teljesíteni kötelezettségeit. A fennmaradt dokumentumokból világosan kiderül, hogy a herceg Haydn kívánságát teljesítette, amikor nem adta ki a házaspár útját. Az udvari zeneszerzőnek és karmesternek ugyanis viszonya volt Luigiával, és ez valószínűleg nyílt titok volt. Így Miklós herceg is tisztában lehetett vele, hogy alkalmaznia kell az énekesnőt, ha Haydn kedvében akar járni.
Luigia tizenkilenc éves volt, amikor Eszterházára került egy nála jóval idősebb férj oldalán. Házassága boldogtalan volt, akárcsak Haydné, ezért a zeneszerzőnek nem esett nehezére megértenie a fiatal nő helyzetét. Valószínűleg ez keltette fel az érdeklődését az olasz hölgy iránt, aztán szép lassan bele is szeretett. Viszonyukról valószínűleg a felesége, sőt Antonio Polzelli is tudott.
Érdekes, hogy semmi dokumentum nem maradt fent, ami Haydn szenvedélyes, erős érzelmeit, ragaszkodását bizonyítaná Luigia iránt. A kutatók nem bukkantak rá a Luigiának írt levelekre, valószínűleg nem leveleztek egymással. Csak miután 1791-ben elhagyták a hercegi udvart, akkor indult meg közöttük a levelezés. Az énekesnő 1783-ban világra hozta második gyermekét, akit Antoniónak kereszteltek. Luigia meg volt róla győződve, hogy a gyermek apja Haydn, de a zeneszerző nem mutatta semmit jelét annak, hogy ezt ő is így gondolja. Mindenesetre jó kapcsolatot ápolt Antonióval, sőt annak Bolognában született bátyjával is. Egészen haláláig levelezett velük, és segítette őket, ahogyan anyjukat is.

### Barátsága Mozarttal
Haydn 1783-ban vagy 1784-ben találkozhatott először Mozarttal. Nem lehet tudni, hogy pontosan milyen alkalommal futottak össze Bécsben, elképzelhető, hogy a Tóbiás egyik előadásán, vagy Mozart valamelyik akadémiáján, esetleg egy kvartett összejövetel során. Michael Kelly későbbi visszaemlékezése szerint 1784-ben Stephen Stroce kvartettjében játszott együtt először Haydn, Mozart, Vanhal és Dittersdorf, ezek szerint a két mester itt ismerkedhetett meg egymással. Egyes kutatók Stroce visszaemlékezését azonban nem tekintik feltétlenül hitelesnek.

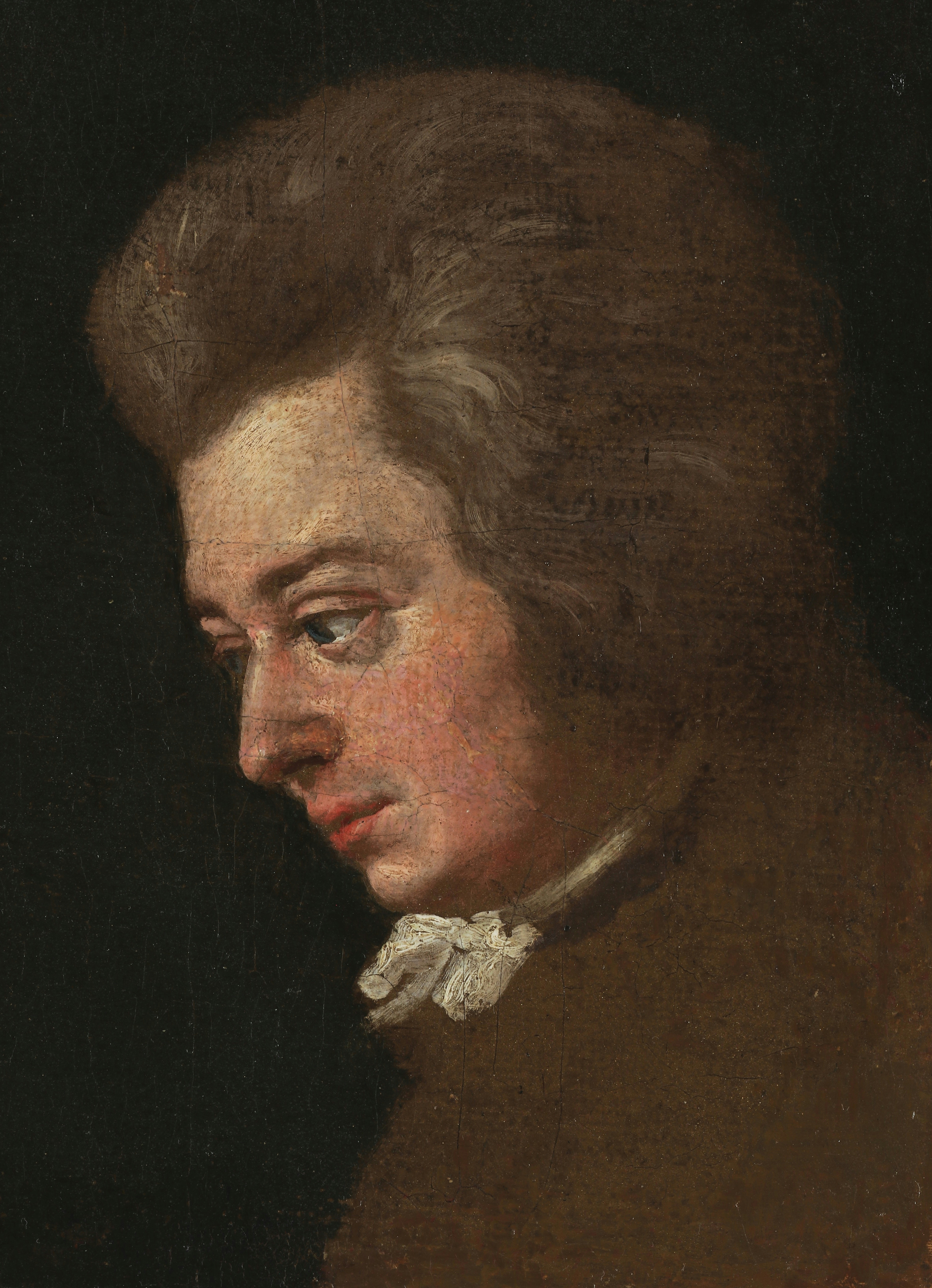
Joseph Lange befejezetlen képe Mozartról

Mozart a következő év januárjában tette közzé Haydnnak ajánlott hat vonósnégyesét „kedves barátom Haydn és más jó barátaim” ajánlással, majd február 12-én megjelentette az utolsó három Haydn-kvarttett is. E darabok előadása alkalmával tette azt a megjegyzést az anekdota szerint Haydn Leopold Mozartnak, hogy az ő fiánál nagyobb zeneszerzőt sem személyesen, sem hírből nem ismer. Az 1789–1790-es években Mozart elhívta Haydnt a Così fan tutte próbáira, Haydn pedig vonósnégyes-összejöveteleket szervezett, amelyeken Mozart bizonyíthatóan részt vett.
A két zeneszerző barátságáról sokat vitáztak a kutatók. A korai életrajzok nem mentesek egyfajta szentimentális túlzástól, amikor kettőjük viszonyát jellemzik. Ezeket a megállapításokat jó néhány modern életrajz is átvette. Ma több kutató is szkeptikusan szemléli Haydn és Mozart barátságát. Ők azt hangsúlyozzák, hogy a fennmaradt adatok alapján mindössze az valószínűsíthető, hogy 1784–1785, illetve 1789–1790 telén rendszeres kapcsolatban voltak egymással: együtt zenéltek és Haydn látogatta a Cosi fan tutte próbáit. Azt azonban a szkeptikusok is elismerik, hogy a két művész kölcsönösen becsülte egymás munkásságát. Mindketten a másikhoz mérték magukat, és az 1780-as évektől nem ismertek el más jelentékeny zenei hatást, csak amit egymásra gyakoroltak.
A korszakban szokatlan volt, hogy egy zeneszerző egy másik zeneszerző kollégájának, és nem valami híres mecénásnak vagy patrónusának ajánlotta műveinek gyűjteményét. Bár egyes cinikus kutatók több esetben próbáltak rámutatni, hogy Mozart megpróbált támogatóra találni, de nem járt sikerrel, és végül ezért ajánlotta a kvartetteket kedves barátjának. Több korabeli anekdota maradt fent, amely szerint Mozart megvédte Haydnt a bécsi körök intrikáitól. Egy 1787-es levélben (aminek hitelessége egyébként vitatott) Haydn arról írt Franz Rott impresszáriónak Prágába, hogy tart a nagy Mozarttal való összehasonlítástól, legalábbis a színpadi zene területén.
Mikor 1792-ben Haydn értesült Mozart haláláról, saját elmondása szerint teljesen magán kívül volt, majd felajánlotta, hogy ingyen hajlandó tanítványának fogadni Mozart Karl nevű fiát. Egy alkalommal pedig kijelentette, hogy Mozart jelentősen felülmúlta zenei teljesítményével. Figyelemre méltó, hogy érzései mennyire mentesek voltak a féltékenységtől, és a termékenységére egyáltalán nem voltak hatással, sőt zenei önbecsülésének sem ártottak, kivéve talán az opera műfaját. Haydn művészete Mozart zenéjének a megismerése után sokkal átfogóbb és kifejezőbb lett, Mozart pedig a szerkezeti felépítés dolgában tanult sokat Haydntól.

### Növekvő hírneve
Miközben a külvilágtól sok tekintetben elzártan működött Eszterházán, Haydn egyre nagyobb nemzetközi hírnévnek örvendett. Külföldi ismertségének egyik első dokumentuma Tomás de Iriarte 1779-ben írt La Musica (A zene) című költeménye, amelynek záró sorai arról beszélnek, hogy Madridban a zeneszerző műveit játsszák, és a dicsőség zöld koszorúját már elnyerte. Két év múlva III. Károly spanyol király egy gyémántokkal kirakott, arany tubákos szelencét küldött ajándékba a zeneszerzőnek. A spanyol követség titkárát bízták meg, hogy Bécsből utazzon Eszterházára, adja át Haydnnak az ajándékot, és fejezze ki a spanyol király művészete iránt tanúsított csodálatát.
Luigi Boccherini ekkor Madridban működött mint Don Luis infáns udvari komponistája. Művészetére olyan nagy hatást gyakorolt Haydn stílusa, hogy sokan csak „Haydn feleségének” csúfolták. Ez is bizonyítja, hogy a spanyol fővárosban mekkora hírneve volt a zeneszerzőnek. Egy spanyol templom rendelte meg tőle következő oratóriumát is, amely a Die sieben Worte des Erlösers am Kreuze (A megváltó hét szava a keresztfán) címet viseli.
Spanyolország mellett Franciaországban is nagy népszerűségnek örvendett Haydn muzsikája. 1781-ben a párizsi Concert Spirituel igazgatója, Joseph Le Gros rendkívül hízelgő levelet küldött a zeneköltőnek, melyben engedélyt kért tőle két műve párizsi megjelentetéséhez. Három évvel később a Concert de la Loge Olympique elnevezésű zenei társulat hat szimfóniát rendelt a mestertől, ennek a felkérésnek a hatására születtek meg az úgynevezett „párizsi szimfóniák” (No. 82–87.). A darabok nagy sikert arattak, ennek következtében Claude-François-Marie Rigoley, a társulat egyik igazgatója, további három szimfóniát rendelt tőle.

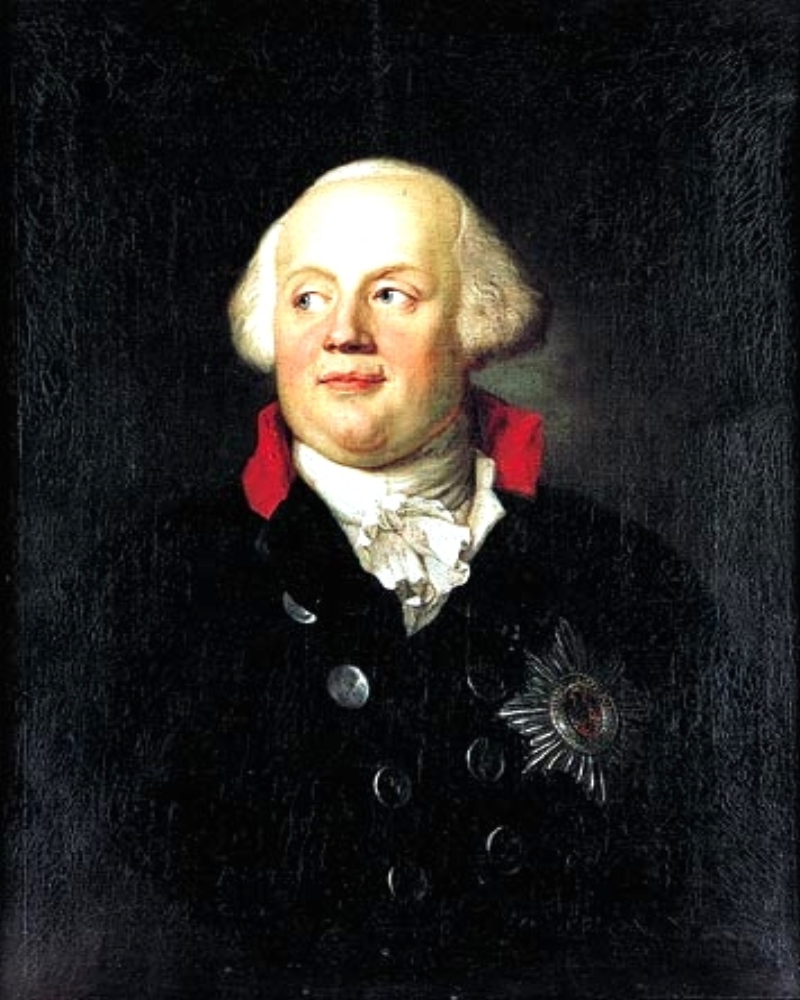
II. Frigyes Vilmos porosz király

Haydn franciaországi hírnevét támasztja alá az az anekdota is, mely szerint mikor kitudódott, hogy Adalbert Gyrowetz néhány műve Párizsban Haydn neve alatt forgott közkézen, egyesek azt üzenték neki, hogy csak becsületére válhat, ha munkáját Haydn szimfóniájának tekintik. Dokumentálható tény, hogy ebben az időben a párizsi zeneműkiadók egy sor olyan, Haydn neve alatt megjelent szimfóniát publikáltak, amik valójában nem az ő művei voltak.
Haydn ebben az időszakban alapozta meg angliai kapcsolatait is. William Forster hegedűkészítő mester a bécsi angol követ támogatását kérte ahhoz, hogy újonnan alapított kiadóvállalata részére Haydn-műveket kaphasson. A zeneszerző ebbe beleegyezett, és Forster hat év alatt 129 művét adta ki, amik után tekintélyes tiszteletdíjjal jutalmazta a mestert. Ezután a Longman & Broderip cég is megkereste a zeneszerzőt műveinek kiadása érdekében. 1783-ban Londonban megkezdődtek a Professional Concert előadásai, és Lord Abington angol mecénás szerette volna megnyerni Haydnt a hangversenyek vezetésére, de a mester kitért a meghívás elől. Nem akart felmondani az Esterházy-udvarban, és tisztában volt vele, hogy a herceg nem engedi el egy ilyen hosszú útra.
Ennek következtében első angliai útjára csak később került sor, de addig is állandó kapcsolatban maradt a brit zenebarátokkal. 1789-ben egy angol kiadó, John Bland személyesen is felkereste Eszterházán. Új művek kiadási jogát szerette volna megszerezni, ezenkívül rá akarta beszélni a mestert az angliai utazásra. Utóbbi célját nem érte el, de sikerült megszereznie Haydn két új művének is a kiadási jogát.
Haydn Itáliában is nagy hírnévre tett szert. A modenai filharmóniai társaság a tagjai közé választotta, még 1780-ban, IV. Ferdinánd nápolyi király pedig 1786-tól kezdődően nagy számú zeneművet rendelt tőle tekerőlantra (ezen a hangszeren az uralkodó is játszott). De a zeneszerzőt más uralkodók is felkeresték. II. Frigyes Vilmos porosz király (aki egyébként kiváló csellista volt), a párizsi szimfóniák partitúrájának elküldéséért viszonzásul egy gyémánttal díszített gyűrűvel ajándékozta meg. Amikor 1782-ben Bécsben járt, Marija Fjodorovna orosz nagyhercegné is felkereste a mestert, és zeneórákat vett tőle, 1802-ben pedig egy nagy értékű gyűrűvel ajándékozta meg a zeneköltőt, legújabb dalaiért cserébe.
Bécsben az Artaria kiadóvállalat tett sokat Haydn műveinek terjesztéséért. 1779-től volt szorosabb a kapcsolat a kiadó és a zeneszerző között. Eleinte szinte kivétel nélkül kalózkiadványok formájában terjedtek a mester zeneműveinek partitúrái, de ettől kezdve művei hiteles, a szerző által jóváhagyott formában jelentek meg nyomtatásban. 1782-ben volt egy kisebb összezörrenése a kiadóvállalattal, de mivel a kiadó tisztában volt vele, hogy mekkora hasznot hajt neki a zeneszerző, így végül engedett.
A bécsi udvari körök azonban továbbra is elutasító magatartást tanúsítottak iránta, ennek ellenére egyre több tisztelője és barátja akadt a császárvárosban is. Ekkoriban nyert tért a bécsi zenei életben a köznemesség és a gazdag középosztály, elsősorban ők támogatták Haydnt is. 1785 februárjában felvették a bécsi „Zur Wahrn Eintracht” szabadkőműves-páholyba, amely eseményen Mozart is jelen volt.
A zeneszerző ekkor került közelebbi ismeretségbe Peter Leopold von Genzingerrel, aki többek között Esterházy Miklós kezelőorvosa is volt. Felesége, Maria Anna von Genzinger (1750–1793) jó zongorista és énekesnő volt, s vasárnaponként zenei összejöveteleket tartottak lakásukban. Maria Anna 1789 júniusában küldte el Haydnnak egy általa készített zongoramű egyik lassú tételét. Haydn hamar és dicsérő hangon válaszolt. Ettől kezdve a mester valószínűleg gyakran részt vett a házaspár vasárnapi zenélésein.
Hogy pontosan milyen természetű kapcsolat fűzte a zeneszerzőt Maria Annához, nem lehet biztosan tudni. Az tény, hogy érzelmileg közeli kapcsolatba kerültek egymáshoz, ezt egyértelműen elárulják egymásnak írt leveleik, de hogy szerelmi kapcsolatba is bonyolódtak-e, nem lehet tudni. 1790-ben zongoraszonátát írt az asszonynak, és ezzel kapcsolatban tanácsokat is egy új fortepiano vásárlására vonatkozóan. Szintén ebben az évben látta el Maria Anna Josepha („Peperl”) nevű lányát tanácsokkal az Ariadné Naxosban című kantátája előadását illetően.

### Londoni utazása
1790. február 25-én meghalt Mária Erzsébet, Miklós herceg felesége. Szeptember 29-én a felesége halála miatt teljesen összeomlott Miklós herceg is távozott az élők sorából. Fia, aki apja örököseként az új herceg lett, nem osztotta apja lelkesedését a művészetek iránt, így a zenekart és az operatársulatot is feloszlatta. Csak néhány muzsikust tartott meg szolgálatában, többek között Haydnt is, akikre az egyházi zene ellátáshoz szüksége volt. A zeneszerző új státusa annyira formálissá vált, hogy nem adott többé tartalmat zeneszerzői munkájának.
Haydn ellentmondásos helyzetbe került. A meghalt herceg évi 1000 forint nyugdíjat hagyományozott rá, ezt Antal herceg 400 forinttal megemelte. A nyugdíjemelést azzal a feltétellel hajtotta végre, hogy Haydn továbbra is az Esterházy-udvar szolgálatában marad. Emellett azonban teljes szabadságot engedett neki: a zeneszerző akkor és oda utazott, ahova és amikor csak kedve tartotta. Haydn nyilván menekülésszerű gesztust tett, amikor ezután minden ingóságát hátrahagyva Bécsben bérelt magának lakást.
Többen ajánlottak neki állást. Grassalkovich Antal gróf, a néhai Esterházy Miklós veje meghívta Pozsonyba, hogy álljon ottani zenekara élére, majd IV. Ferdinánd nápolyi király hívta meg udvarába, és természetesen ismét megpróbálták Angliába csábítani. Peter Salomon németországi származású, Londonban működő hegedűművész ajánlott fel neki egy londoni állást. Mivel az angol fővárosban elsősorban hangszeres műveivel kellett volna a közönség elé lépnie, az angliai ajánlatot fogadta el, ami mellesleg igen előnyös volt.

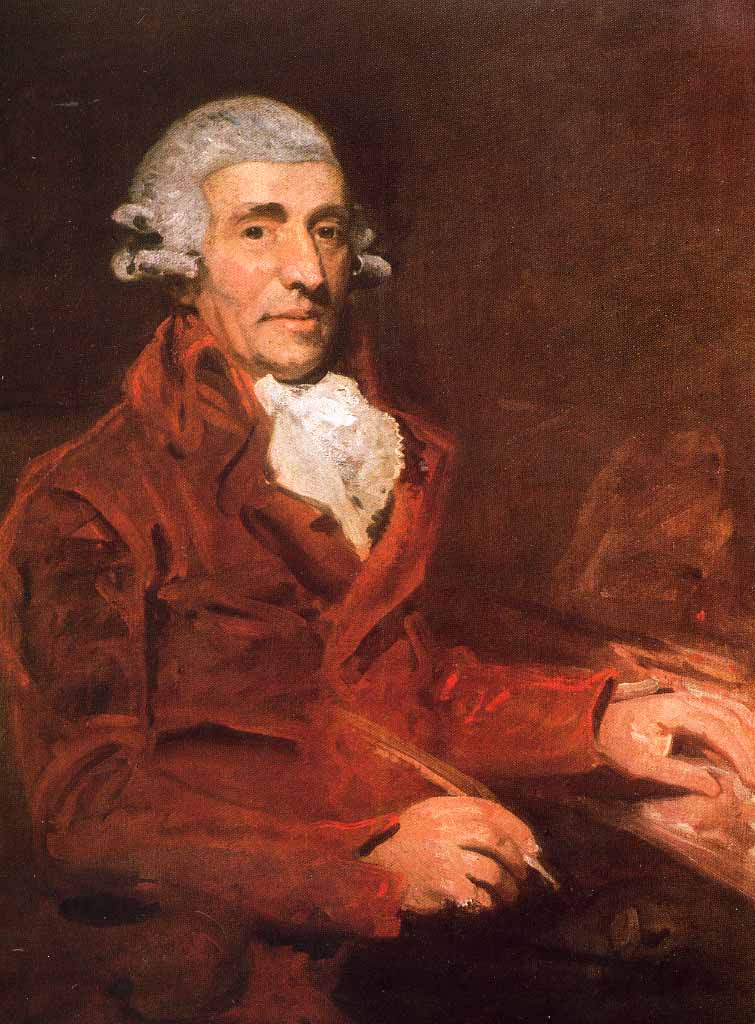
John Hoppner festménye a zeneszerzőről (1791)

Salomon először is 300 font biztos fizetséget ígért Haydnnak hat új szimfónia megkomponálásáért, valamint további 200 fontot azok kiadási jogáért, 300 fontot egy új operáért, 200 fontot kisebb, általa vezényelt művekért, valamint 200 fontnyi kezességet vállalt fel egy jutalomjáték-hangversenyért. Előlegként Salomon 5000 forintot helyezett letétbe a zeneszerzőnek a bécsi Fries bankházban.
Amint elterjedt Esterházy Miklós herceg halálhíre, Salomon rögtön Bécsbe utazott, és alig negyedévvel a herceg halála után sikerült rávennie Haydnt, hogy elinduljon vele London felé. Mivel a hegedűs minél hamarabb el akarta kezdeni hangversenysorozatának előkészületeit, ezért az indulást úgy siettette, ahogy csak tudta.
Az Angliába utazásról ugyanakkor többen is próbálták lebeszélni Haydnt. Így tett Mozart is, akinek a legfőbb érve az volt, hogy Haydn nem is tud angolul. Haydn ekkor tette ezt a később számtalanszor idézett, legendás kijelentését: „Az én nyelvemet az egész világon értik.”
Haydn és Salomon 1790. december 15-én hagyta el Bécset. Münchenen, Wallersteinen, majd Bonnon át Calais-ba utaztak, ahonnan 1791 újév napján keltek át Dover városába. London ekkoriban Európa egyik legnagyobb és gazdaságilag leggyorsabban fejlődő városa volt. Haydn Salomonnal közös házban szállt meg, és kapott egy külön dolgozószobát Broadwood zeneműboltjában, de mivel meglehetősen zajos volt a környék, később inkább London egyik elővárosába tette át székhelyét. Haydn nagy lelkesedéssel vetette bele magát a társasági életbe, és ez elvonta a figyelmét a komponálástól. Egyik levelében arról írt, hogy mindenki meg akart vele ismerkedni, és ha akarná, minden napra lenne egy meghívása. Emellett több magas rangú család is zongoraleckéket akart tőle venni, s közülük többet a tanítványául fogadott.
Haydn hamar meghívást kapott a királyi udvar egyik báljára, valamint nem sokkal ezután egy, a walesi herceg (a későbbi IV. György király) által rendezett hangversenyre is. A herceg lelkes amatőr muzsikus volt, később Haydn egyik legjelentősebb pártfogójává lépett elő. 1795. február 1-jén III. György és felesége részvételével estélyt rendeztek, amelyen minden elhangzott zenemű Haydn munkája volt, és amelyen maga a zeneszerző is játszott és énekelt. Ezt további királyi meghívások követték februárban és áprilisban.
A zeneszerző első, februártól májusig tartó évada magában foglalt két hangversenysorozatot, operaelőadásokat minden kedden és szombaton, valamint régizene-előadásokat szerdánként. A hangversenyek jellegzetes műsorterve általában szimfóniákból, áriákból, duettekből és szonátákból állt. Különösen ösztönzőek lehettek Haydn számára a Westminsteri apátsági templomban rendezett hatalmas kórushangversenyek, valószínűleg az itt hallott Händel-oratóriumok ihlették Haydn A Teremtés című művét.
Haydnt megdöbbentették London méretei. Több feljegyzése is arról tanúskodik, hogy élénken érdeklődött a város statisztikai adatai iránt. Londonnal kapcsolatos benyomásait egyébként elég részletesen ismerik a kutatók, ugyanis a zeneszerző szorgalmasan készítette feljegyzéseit angliai élményeiről az úgynevezett „Londoni füzet”-ben. Mivel több bécsi ismerőse is megfordult az angol fővárosban, így magányosnak sem érezte magát. Adalbert Gyrowetz is még Bécsből ismerte a mestert, akárcsak Gertrud Elisabeth Mara énekesnő, de összefutott Jan Ladislav Dusík cseh zongoristával is, aki saját hangszerét adta neki kölcsön, amikor Haydn átköltözött elővárosi lakásába. London egyik legünnepeltebb zongoristája is az a Muzio Clementi volt, akit a zeneszerző már 1782-ben megismert az osztrák fővárosban.
A trónörökös pártfogásának hála, Haydn sikeres társadalmi életet élt, de úgy tűnik, hogy eleinte nyilvános fellépéseinek útjában számos akadály állt, de végül a Salomon által rendezett koncertek hatalmas sikereket arattak. Ez megnövelte önbizalmát. A londoni diadalok nagy újdonságot jelenthettek egy olyan zeneszerző számára, akinek műveit azelőtt magánhangversenyeken, rendkívül szűk kör előtt adták elő. A nagy közönségsiker új művek komponálására ösztönözte. Haydn Londonban elsősorban hangszeres zenét írt, többek között a 12 darabból álló „londoni szimfóniákat”, amelynek utolsó hat darabját második angliai útja során írta meg. Az 1791–1795 között írt darabok szép summái voltak a zeneszerző szimfonikus életművének. Ezekben a művekben fejlesztette tökélyre a minimális zenei anyagból történő organikus építkezést. 
1791 júniusában az Oxfordi Egyetem díszdoktori címmel tüntette ki a zeneszerzőt, ebből az alkalomból játszották el 92., „Oxford” szimfóniáját. A művet az esemény keretein belül rendezett három hangverseny közül a másodikon mutatták be. Az „Oxford” szimfónia egyébként nem volt új mű, Haydn még Eszterházán komponálta, 1788-ban.

### A filozófus lelke című opera
Haydn még a Salomonnal kötött szerződés értelmében megkomponálta Sir John Gallini számára utolsó operáját, a Filozófus lelkét, amely az Orpheusz-mítosz elég sajátos feldolgozása volt. Még 1783-ban leégett a King’s Theatre on the Haymarket, amelynek újjáépítésére a walesi herceg megbízásából került sor. Az új színház impresszáriója, az egykor neves balett-táncos Gallini lett, aki azt szerette volna, ha az új színház méltó társa lenne a Londonban működő másik operaháznak. Ezért is kérte fel Haydnt, hogy komponáljon operát a színháznak, a neves, európai hírű mester munkája minden bizonnyal az új operára irányította volna a közvélemény figyelmét.
Közben azonban kitört a herceg és a király közti rivalizálás, amely hátráltatta a munkálatokat és egyben az opera bemutatását, amelyet eredetileg 1791. május 3-án játszottak volna először. III. György ugyanis visszavonta Gallini engedélyét. Ebben bizonyára szerepet játszott az is, hogy a király támogatását élvező Pantheon operatársulat mindent megtett annak érdekében, hogy megakadályozza a King’s Theatre-ba rendezett operaelőadásokat. Azt hangoztatták, hogy nincs szükség Londonban két azonos jellegű operaházra.
Haydnt a darab egyik próbáján lepték meg az udvari tisztviselők, akik felszólították, hogy fejezze be a bemutató előkészületeit. Gallininek bele kellett törődnie, hogy csak táncelőadásokat és egyéb zenei produkciókat rendezhet új színházában, de operát nem vihet színre. Haydn előre megkapta a tiszteletdíját, így nem érintette kellemetlenül az eset, és Gallini sem ment tönkre, amiért megvonták tőle operajátszási engedélyét.
A Filozófus lelke így félbemaradt. Elmaradt a szövegkönyv megjelentetése is, sőt a cím sem igazán tisztázott. A Berlinben őrzött autográf kéziraton L’Animon del filosofo cím megjelölés található, de a későbbi források csak Orfeusz és Euridiké címen emlegetik a darabot, aminek az ősbemutatója csak 1951-ben valósult meg Firenzében.

### Az utolsó londoni hónapok
Esterházy Antal az év végén Haydn azonnali hazatérést követelte, egy alkalmi opera megkomponálása céljából. De a zeneszerző ekkor már aláírt egy, a következő évre vonatkozó szerződést Salomonnal, ezért nem tett eleget kérésének. Nem tehetett mást, mint várta a herceg elbocsátó levelét, ami nem érkezett meg. Antal herceg tisztában volt alkalmazottja tekintélyével és hírnevével, így nem akarta egykönnyen elengedni. Tudta: Haydn munkássága az, amely révén a hercegi udvar operakultúrája európai hírnévre emelkedett.
Haydn ősszel visszaköltözött Londonba, de az új hangversenyek csak újévkor kezdődtek meg, így bőven volt ideje kicsit jobban megismerkedni az angol fővárossal és lakóival. Novemberben a yorki herceg palotájában vendégeskedett, aztán meglátogatta Sir Patrick Blake-et Langhamben, majd három nap múlva megnézte a Covent Gardenben William Shield The Woodman című operáját. A darabban fellépett egy Elizabeth Billington nevű énekesnő. A zeneszerző feljegyzéseiből lehet tudni, hogy Haydnt elsősorban az ő személye érdekelte, nem Shield operája. De nemcsak Billington kisasszony keltette fel a zeneszerző érdeklődését, hanem egy sor más hölgy is. Az egyik ekkoriban beszerzett kéziratra például a következőket írta: „Ez a dal Mrs. Hodges-tól való, a legszebb zongoristanőtől, akit életemben láttam.” De nagy népszerűségnek örvendett a Shaw családnál is, amelynek nő tagjai hajukban olyan szalaggal fogadták, amire az ő neve volt felhímezve.

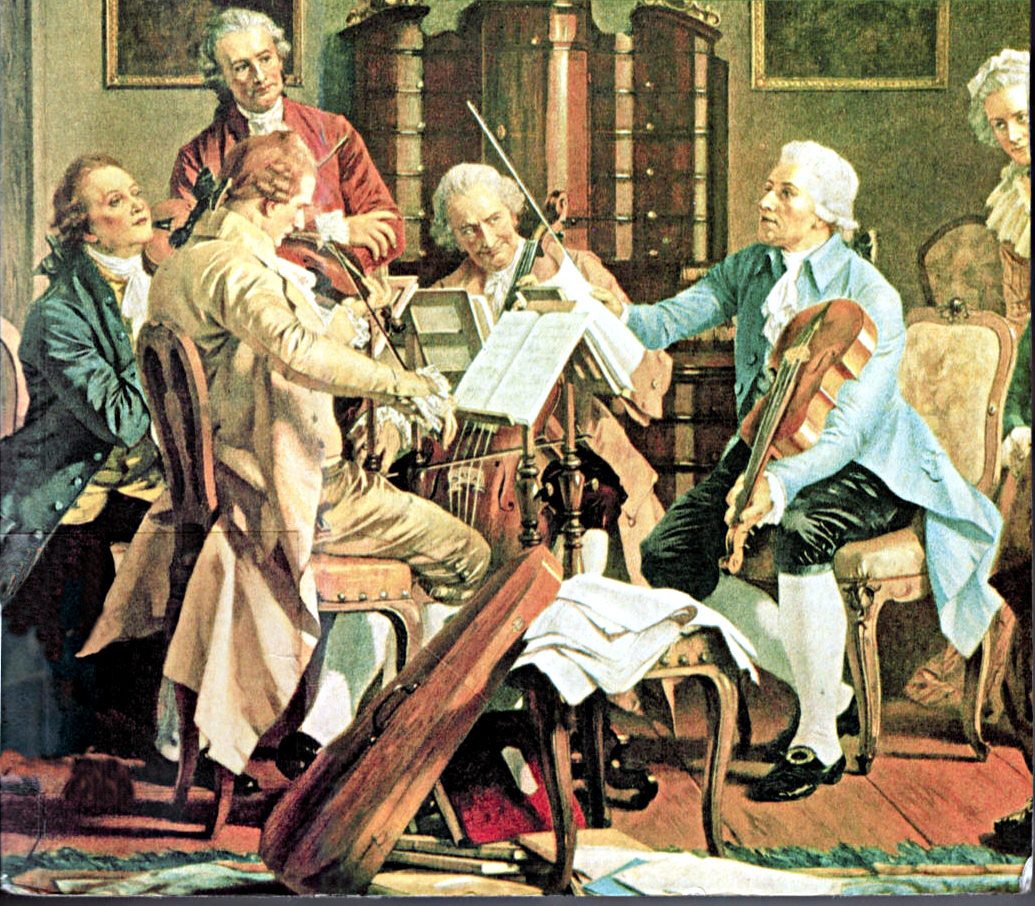
Haydn kamarazenét játszik, ismeretlen festő műve

Ezeknél az alkalmi udvarlásoknál sokkal fontosabb szerepet töltött be Haydn életében Rebecca Schroeter, aki egy zongorista, Samuel Schroater özvegye volt. Rebecca nagyon érdeklődött a zene iránt, Haydn több zongoradarabját is lemásolta magának. Örömmel anyáskodott a híres zeneszerző felett, és szeretettel érdeklődött jóléte felől. Haydn hamarosan igen gyakori vendég lett az özvegy házában, ahova eredetileg zenetanárként került. Bár maga a zeneszerző sohasem beszélt róla, de valószínű, hogy több volt kettőjük között, mint egyszerű barátság.
Haydn nem feledkezett meg régi szerelméről, Polzelli énekesnőről sem. Rendszeresen tartotta vele a kapcsolatot. Az énekesnő ekkor Itáliában tartózkodott, és azt forgatta a fejében, hogy Londonba utazik, ahol egyik testvére élt. Haydn meleg hangú leveleivel igyekezett lebeszélni szándékáról. Nyilván nem tudta volna elviselni az akkori körülmények között az asszony féltékeny természetét. Pénzt küldött neki, és megígérte, hogy Pietro nevű fiát magához veszi.
Közben felesége is levelekkel bombázta. Ezekben hosszasan ecsetelte a pletykákat, amiket férjéről hallott. A zeneszerzőt kellemetlenül érintették ezek az írások, így egy alkalommal kijelentette feleségének, hogy annyi mindent összeirkált már róla, hogy a legjobb lesz, ha haza sem megy. Ezután az asszony féltékenysége alábbhagyott.
Haydnnak kellemetlenségei is adódtak Londonban. A Salomon társaságával rivális Professional Concert rá akarta venni, hogy vegye át hangversenysorozataik irányítását. Mikor erre nem volt hajlandó, a Professional azt kezdte híresztelni, hogy Haydn már gyenge zeneszerző, nem képes újat alkotni, majd nagy örömmel értesítették a közönséget, hogy sikerült megnyerniük ügyüknek Ignaz Pleyelt, Haydn egykori tanítványát, aki különben sokkal gyengébb zeneszerző volt mesterénél. Akkoriban egyébként nagy ígéretnek tartották, így a londoniak is komolyan vették a Haydn–Pleyel versengést. A két zeneszerző egyébként jó viszonyban volt egymással.
Haydnt egy idő után azonban bosszantotta tanítványa merészsége, akit nyíltan dicsérgettek vele szemben. Pleyelnek minden hangversenyén egy új művét mutatták be, Haydnnak lépést kellett tartania vele. Ez sikerült is neki, így nem esett ki a közönség kegyeiből, sőt a Salomonnal megbeszélt tizenkét hangverseny mellett rendre elvállalt más fellépéseket is, és nem volt hiány tanítványokban sem.

### Ismét Bécsben
1792. április 10-én kelt levelében Haydn arról értesítette Esterházy Antalt, hogy hangversenysorozatának júniusban esedékes befejezése után csomagolni fog és hazautazik, hogy ismét a herceg szolgálatába léphessen. Valószínűleg június végén vagy július elején hagyta el Londont. Útközben érintette Bonnt, ahol találkozott a fiatal Beethovennel, aki megmutatta neki egyik kantátáját (valószínűleg azt, amit II. József halálára írt), amiről Haydn elismerően nyilatkozott. Megbeszélte Beethovennel, hogy amint a választófejedelem engedélyt ad rá, utána utazik, és nála fogja folytatni a tanulmányait. Haydn ezután Frankfurtba utazott, ahol találkozott Antal herceggel. A zeneszerző tartott tőle, hogy a herceg neheztelni fog rá, de nem így történt.
Haydn csak hazatértekor szembesült Mozart halálával. Tisztában volt vele, milyen nagy veszteség érte a zenei életet. Később is mindig tisztelettel és elismerően nyilatkozott Mozart művészetéről. Londonban egyébként megpróbálkozott barátja műveinek népszerűsítésével, de nem aratott velük osztatlan sikert.

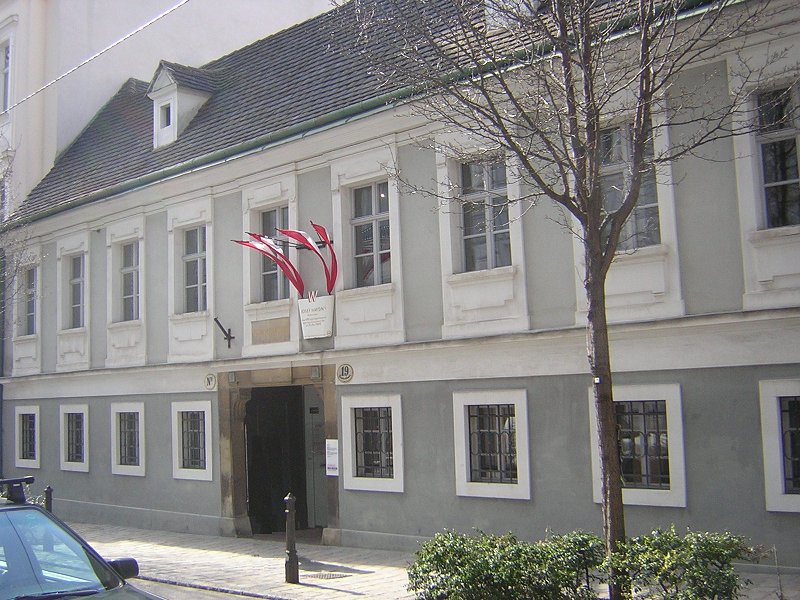
Haydn bécsi lakóháza, ma múzeum

A zeneszerző a császárvárosban hosszú hónapok után ismét találkozott a feleségével, akinek jelenléte egyre kellemetlenebb volt számára. Az asszony pletykák egész sorára adott okot kijelentéseivel. Ezenkívül kellemetlenséget okozott Haydnnak, hogy rá akarta venni: vásároljon meg neki egy bécsi házat, amely majd özvegyi otthona lehet. Az asszony jó előre kinézte a lakást, így Haydn kénytelen volt azt megtekinteni. Az épület a város egy magányos és csendes részén állt, így végül az ő tetszését is elnyerte. Mivel anyagi erőforrásai megvoltak hozzá, nem ellenkezett sokáig: megvette és rendbe hozatta az ingatlant.
Haydn ezután felkereste Maria Anna von Genzingert, aki nem sokkal a viszontlátás után elhunyt. Halála megviselte a zeneszerzőt, aki ekkoriban vette magához tanítványnak Pietro Polzellit és Ludwig van Beethovent. Beethoven nyolc garas névleges tandíjat fizetett, de nagyon nem voltak ínyére a módszeres ellenpont tanulmányok Fux tankönyve alapján. Jobban élvezte és nagyobb hasznát is látta mestere komponálással kapcsolatos előadásainak, valamint a zenei életről és a karrierépítésről szóló fejtegetéseinek. Ma a kutatók többsége is úgy véli, hogy Haydn ezekkel az eszmefuttatásokkal járult hozzá leginkább növendékei fejlődéséhez.
Beethoven akaratos és bizalmatlan volt, ez sokszor megnehezítette Haydn dolgát. Végül mindkét fél csalódott egy kicsit a másikban, Haydn felismerte Beethoven tehetségét, de a saját alkotói problémáival küszködő zeneszerző nem szentelt túl nagy figyelmet tanítványa munkáinak, így azok számos hibáját nem vette észre. Beethovennek ez hamar feltűnt, valószínűleg ezért keresett magának egy másik zenetanárt Johann Schenk személyében. De Haydnnal sem szakította meg a kapcsolatot: továbbra is eljárt az óráira, de igazi tanára ezentúl Schenk volt. Beethoven fontosnak tartotta az ellenpont tanulmányozását, de nem a Fux-féle, fél évszázaddal korábban írt tankönyv alapján. Ugyanakkor nem akarta megsérteni idős mesterét, akit továbbra is tisztelt és nagyra tartott. Haydn pedig akkor sem haragudott meg tanítványára, amikor kiderült, hogy a tudta nélkül másnál is vett zeneelméleti órákat. Sőt, 1793-ban nagylelkű ajánlást küldött a kölni választófejedelemnek Beethoven érdekében. Ebben kijelentette, hogy Beethoven „idővel Európa egyik legnagyobb zeneszerzője lesz”.
1793-ban különösen nagy megtiszteltetésben részesült Haydn: Harrach gróf Rohrauban emlékművet állíttatott a tiszteletére.

### A második londoni utazás
1793 telén Haydn elhatározta, hogy visszatér Londonba. Ekkoriban Bécs és Kismarton között ingázott, de egyik város sem vonzotta különösebben. Salomon még nyáron kötött vele új szerződést, amelynek értelmében hat új szimfóniát kellett Londonban előadnia (ezek voltak a londoni szimfóniák utolsó hat darabjai). Antal herceg nem ismerte fel teljesen a zeneszerző géniuszát, és anyagilag is egyre szűkmarkúbb volt vele, s csak hosszas huzavona után engedte el Haydnt egy második angliai útra.
Haydn 1794. január 19-ére tűzte ki az indulás napját. Ezúttal nem volt mellette Salomon, aki elkísérte volna, így Johann Elssler lett az útitársa, aki egy, az Esterházyak szolgálatában álló kottamásolónak a fia, egyúttal Haydn keresztfia volt.

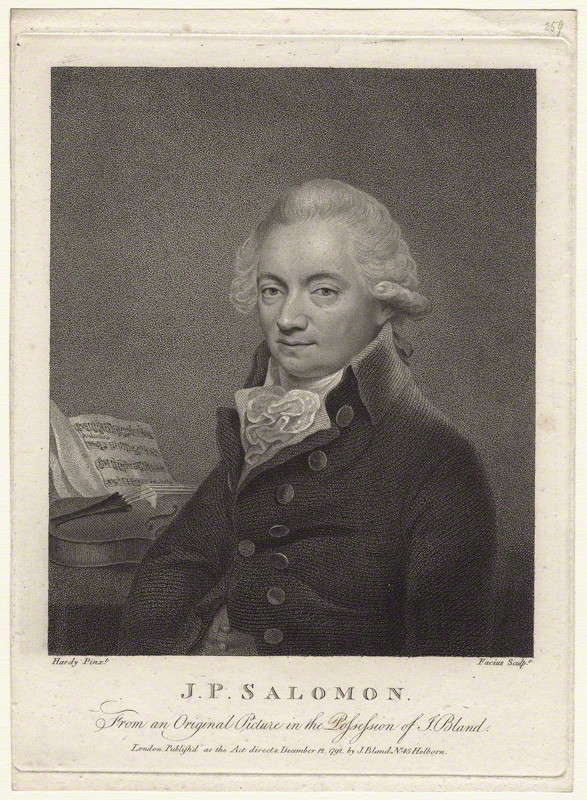
Johann Peter Salomon

Az utazásról nem maradt fent a zeneszerzőnek semmiféle személyes beszámolója, és a korábbi utazáshoz képest a londoni tartózkodásáról is igen kevés információjuk van a kutatóknak. Haydn korábban Maria Anna von Genzingernek írt hosszas beszámolókat a vele történtekről, de ekkor már az asszony nem volt az élők között, így nem volt senki, akivel Haydn fontosnak tartotta volna megosztani a vele történteket. Naplójába is csak az érdekesebb eseményeket jegyezte fel. Naplójegyzetei alapján hamar feltűnik, hogy ezúttal sokkal kritikusabb volt a várossal és művészi életével kapcsolatban.
1794. február 4-én érkezett meg Londonba, és február 10-én került sor első hangversenyére. A közönség lelkesedése a régi volt, a Professional Concerts beszüntette működését, így nem volt senki, aki negatív színben tüntesse fel működését.
Salomon a hangversenyein virtuózok egész sorát vonultatta fel. Haydn naplójában sokat foglalkozik egy bizonyos Gertrude Mara nevű zenésszel és annak elrontott házasságával, nem mindig barátságos hangon. Nagyon rokonszenves volt neki Domenico Dragonetti, a kiváló nagybőgőművész, akivel kapcsolatban megjegyezte, hogy ugyanolyan buzgalommal gyűjti az operapartitúrákat, mint a marionettfigurákat. Ez nagyon tetszett neki. Igen szívélyes viszonyt tartott fent William Shield zeneszerzővel is, akivel több napot töltött Taplowban. Lord Abingdon, egy lelkes zenebarát, egy oratórium megírására akarta felkérni Haydnt.
Haydn több napot töltött el Bath fürdővárosban, Venanzio Rauzzini, a híres tenorista vendégszeretetét élvezve, majd Bristolban időzött, aztán visszautazott a fővárosba. Salomon ekkor közölte vele, hogy nem tudja folytatni hangversenysorozatát. A franciákkal vívott háború miatt anyagi gondjai adódtak társaságának, ezért nem tudott elsőrangú szólistákat szerződtetni. Közben megalakult az Opera Concerts nevű zenei csoportosulás, amely ugyanolyan feltételekkel szerződtette Haydnt, mint korábban Salomon. Így a hegedűművész felmondása nem okozott kellemetlenséget a zeneszerzőnek.

### Búcsú Londontól
Az Opera Concerts hangversenyeit kéthetente rendezték meg a King’s Theatre épületében. Közben Haydn szoros kapcsolatba került a királyi udvarral, bemutatták a Händel muzsikájáért szenvedélyesen rajongó uralkodónak, III. Györgynek.

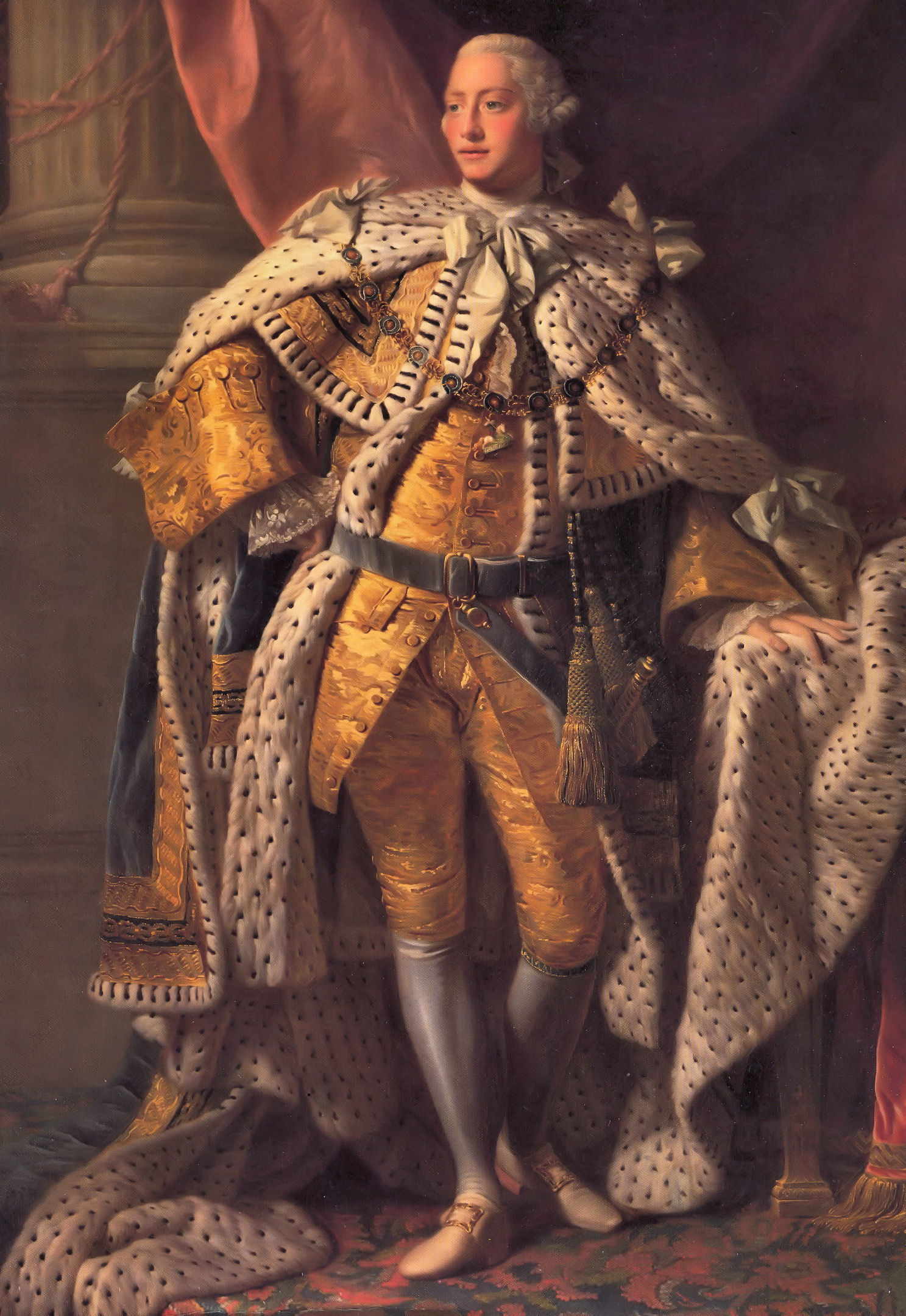
III. György angol király koronázási díszben (1762)

A királyné (Mecklenbugi Sarolta) ettől kezdve rendszeresen meghívta a Buckingham-palotába, és neki ajándékozta Händel Brockes német szövegére írt passiójának kéziratát. Mindeközben a walesi herceg is rendszeresen érdeklődött a zeneszerző után, sőt nem sokkal Karolina Amália Erzsébettel köttetett házassága után közös zenélésre hívta meg a mestert.
A királyi ház egyes tagjai közben azon fáradoztak, hogy Haydnt letelepedésre bírják a Brit Birodalomban. Állítólag a királyné nyári lakot ajánlott fel neki, hogy bármikor együtt zenélhessenek a nyári szezonban, a király pedig megismételte a meghívást. A zeneszerző azzal hárította el az ajánlatot, hogy ragaszkodik az Esterházy-udvarhoz, és felesége nem bírja a hosszú utazásokat.
Haydn a britek zenei bálványa volt, de tisztában volt vele, hogy ezt csak művészi erejének állandó összpontosításával képes elérni, és mivel ekkor már túl volt hatvanadik életévén, nem érezte magát képesnek arra, hogy ezt a fajta életmódot tartósan folytassa. Öregemberként egy nyugodtabb, inkább az alkotásnak, nem pedig a hangversenyezésnek szentelt életmódot akart folytatni.
Közben meghalt Antal herceg, utódja pedig, II. Esterházy Miklós Antal lett, aki új életre kívánta kelteni a hajdani zenekart, a régi karmester vezetésével. A mester természetesen vállalta a feladatot, hiszen oly sok évet töltött a magyar hercegi dinasztia szolgálatában. Ez is szerepet játszott hazatérésében, de az is, hogy a két angliai hangversenysorozat következtében mind vagyonilag, mind emberileg elég független tudott lenni ahhoz, hogy csak a saját elképzeléseit vegye figyelembe döntése meghozatalában.
Utolsó londoni koncertjére június 8-án került sor, de még augusztus 15-éig a városban maradt. Mivel elutasította az angolok letelepedési ajánlatát, jutalomhangversenyén a királyi család tagjai közül már csak a yorki hercegné vett részt.

### II. Miklós herceg tervei
II. Esterházy Miklós herceg nem kedvelte Eszterházát, így a nyári hónapokat Kismartonban, a télieket pedig Bécsben töltötte. Nagy változás volt ez Haydn életében, aki így hosszabb időt tölthetett a császárvárosban, korábban ugyanis évente csak pár hetet vagy egy-két hónapot tudott Bécsben tölteni. Ennek az volt a hátulütője, hogy Haydn zenéjét kevésbé ismerték az osztrák fővárosban, a császári udvarban pedig nem kedvelték. De 1795 után minden megváltozott.

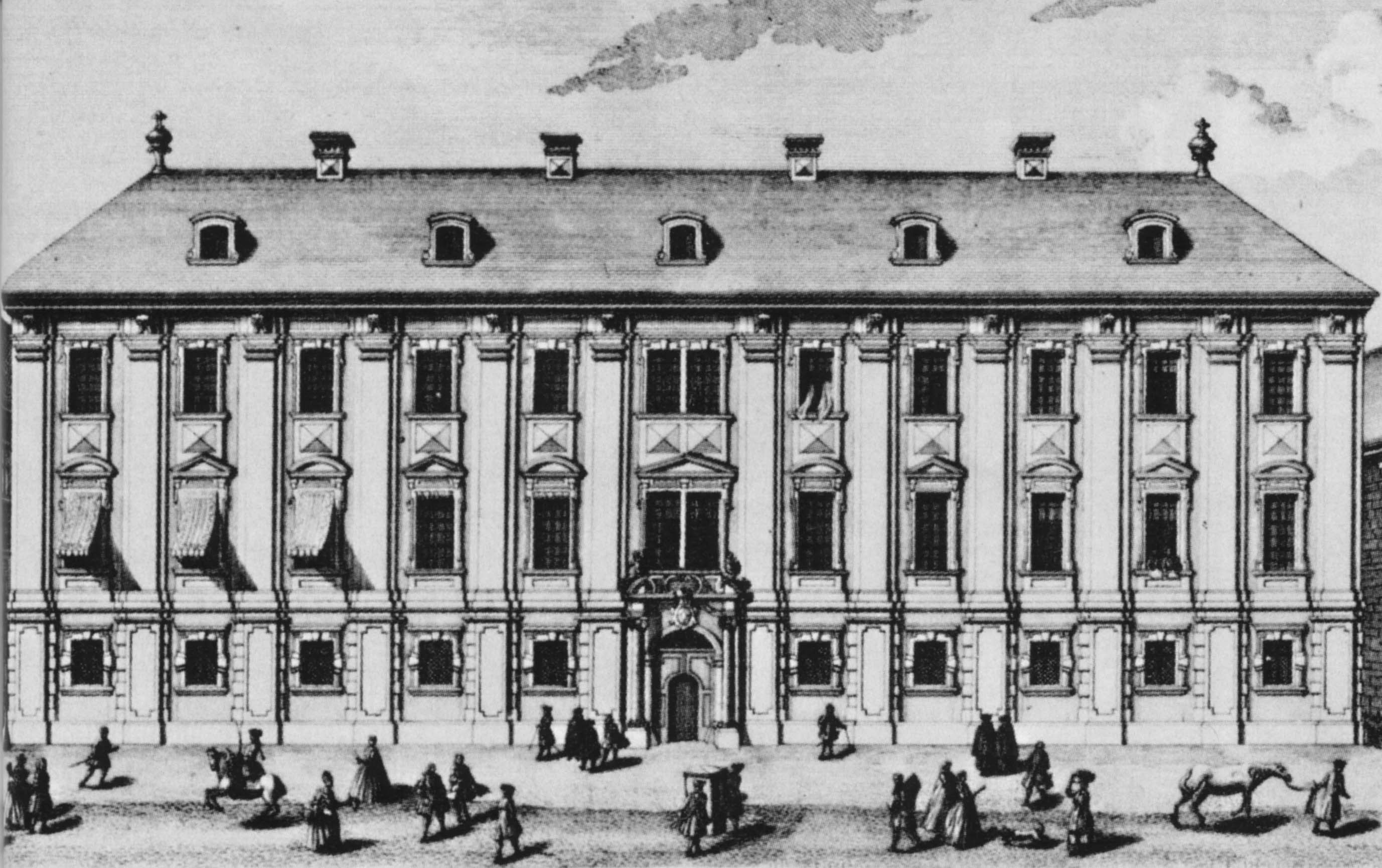
A bécsi Esterházy-palota a 18. században

II. Miklós már rögtön hazaérkezése után megbízta, hogy szervezze meg az új Esterházy-zenekar és operatársulat nagy debütálását, Antonio Draghi Penelope című operájának a bemutatóját, amelyre a herceg bécsi palotájában került sor 1796. január 4-én. A herceg nagy pártfogója volt a művészeteknek. Egy párizsi látogatása alkalmával például egy 4000 tallér értékű gyűrűvel ajándékozta meg Luigi Cherubinit. Haydn munkásságát azonban kevésbé becsülte, valószínűleg csak a hírneve miatt hívta vissza a zeneszerzőt a hercegi udvarba. Elődjeihez képest újdonságnak számított, hogy II. Miklós herceget elsősorban az egyházzene érdekelte, főleg a barokk szerzők egyházzenéje és saját kora konvencionálisabb darabjai. Haydn egyik legfontosabb feladata az lett, hogy minden évben új misét komponáljon Maria Hermenegildnek, a herceg feleségének a névnapjára. A névnapi ünnepségeket rendszerint Kismartonban tartották.
Fizetése jóval alacsonyabb lett, mint a korábbi években, és a zeneszerzőt bosszantotta kenyéradója túlságosan is konvencionális gondolkodásmódja. A herceg sokkal jobban kedvelte Michael Haydn kompozícióit, de Haydn személyében egy olyan komponistára és karmesterre tett szert, akit több fejedelmi és királyi udvar is irigyelt tőle, így nem akarta elbocsátani. Haydn megpróbált alkalmazkodni, de alacsony fizetését, amikor csak lehetősége nyílt rá, szóvá tette feljebbvalói előtt. A nagyobb ünnepségek (például a császári család vagy Magyarország nádorának a látogatása alkalmával) személyesen is meg kellett jelennie az ünnepségeken, de napi munkával nem terhelték. Egyébként panaszaival egy idő után nem is a herceget, hanem annak feleségét, Hermenegild hercegnét kereste fel, aki nagyra becsülte Haydn munkáját, és sokat tett az érdekében. Így az évek folytán sikerült elérnie, hogy megemeljék a fizetését, és egyéb kedvezményekre is szert tett. Például egy idő után a hercegi pincékből látták el borral.
A hercegi udvarban töltött utolsó évek alatt Haydn zeneszerzői munkássága alapjaiban változott meg. Az 1796-ban komponált trombitaversenytől eltekintve gyakorlatilag nem írt hangszeres zenét, billentyűs darabot is csak egyet. Az egyetlen hangszeres műfaj, amit ezután is aktívan művelt, a vonósnégyes volt. 1797-ben befejezte az op. 76-os, 1799-ben az op. 77-es gyűjteményét (az előbbit Erdődy József grófnak ajánlotta, míg az utóbbit Joseph Franz Lobkowitz hercegnek). Esterházy herceg számára elsősorban miséket komponált: ekkor keletkeztek a legjelentősebb, ma is gyakran előadott darabjai a műfajban (Heiligmesse, Paukenmesse, Nelson-mise, Terézia-mise, Schöpfungsmesse, Harmoniemesse), Bécsben pedig oratóriumszerzőként lépett a nagyközönség elé.

### A Teremtés oratórium
Haydnban már Angliában megfogalmazódott a gondolat, hogy oratóriumot fog írni, és már ekkor a teremtés témáját ajánlották figyelmébe. Ha Londonban maradt volna, Salomon minden bizonnyal biztosította volna neki az előadáshoz szükséges anyagi fedezetet, de Bécsbe visszatérve pártfogókat kellett találnia, itt még ugyanis nem működött az üzletszerű koncertszervezési rendszer. Végül sikerült megnyernie ügyének Gottfried van Swietent, a császári udvar könyvtárosát, aki a szövegkönyvet is elkészítette számára Milton Elveszett paradicsoma és a Biblia megfelelő részei alapján. Swieten tizenkét nemesemberből csoportot szervezett, akik fejenként ötven dukáttal járultak hozzá az előadás költségeihez, illetve Haydn tiszteletdíjához. Miután az anyagi hátteret biztosították az előadás számára, Haydn már nyugodtan szentelhette az idejét a nagy mű megkomponálásának. Lassan és megfontoltan dolgozott, saját elmondása szerint azért, mert művét az örökkévalóságnak szánta. Haydn természeténél fogva mélyen vallásos volt, mindennap térden állva kérte Isten segítségét a komponáláshoz.
Az 1798. április 29-én tartott premier meghívott vendégek előtt zajlott le a Schwarzenberg-palotában, az épület előtt is hatalmas tömeg verődött össze. Harminc rendőr tudta csak biztosítani a kocsifeljáró szabaddá tételét. Az előadóteremben összegyűlt Bécs zenei életének színe-java, az előadást Haydn vezényelte, a zongoránál Antonio Salieri ült, aki ekkoriban udvari karmester volt. A bemutató hatalmas közönségsiker volt, és Haydn anyagilag is meg lehetett elégedve. A következő előadásra rögtön másnap sor került, és a kritikusok áradoztak a darabról. A Teremtés még ugyanazon év május 7-én és 8-án is előadták a Schwarzenberg-palotában, de nem sokkal az ősbemutató után Haydn megbetegedett, így a májusi előadásokat már nem tudta elvezényelni. A következő évben a mű nyomtatásban is megjelent.
A Teremtés oratórium Haydn opus magnumja. A felvilágosodás kiegyensúlyozott világnézetét tükrözi, ezért sokan nevezik Haydn Varázsfuvolájának. E mű is derűt, idealizmust sugall és fényt áraszt.

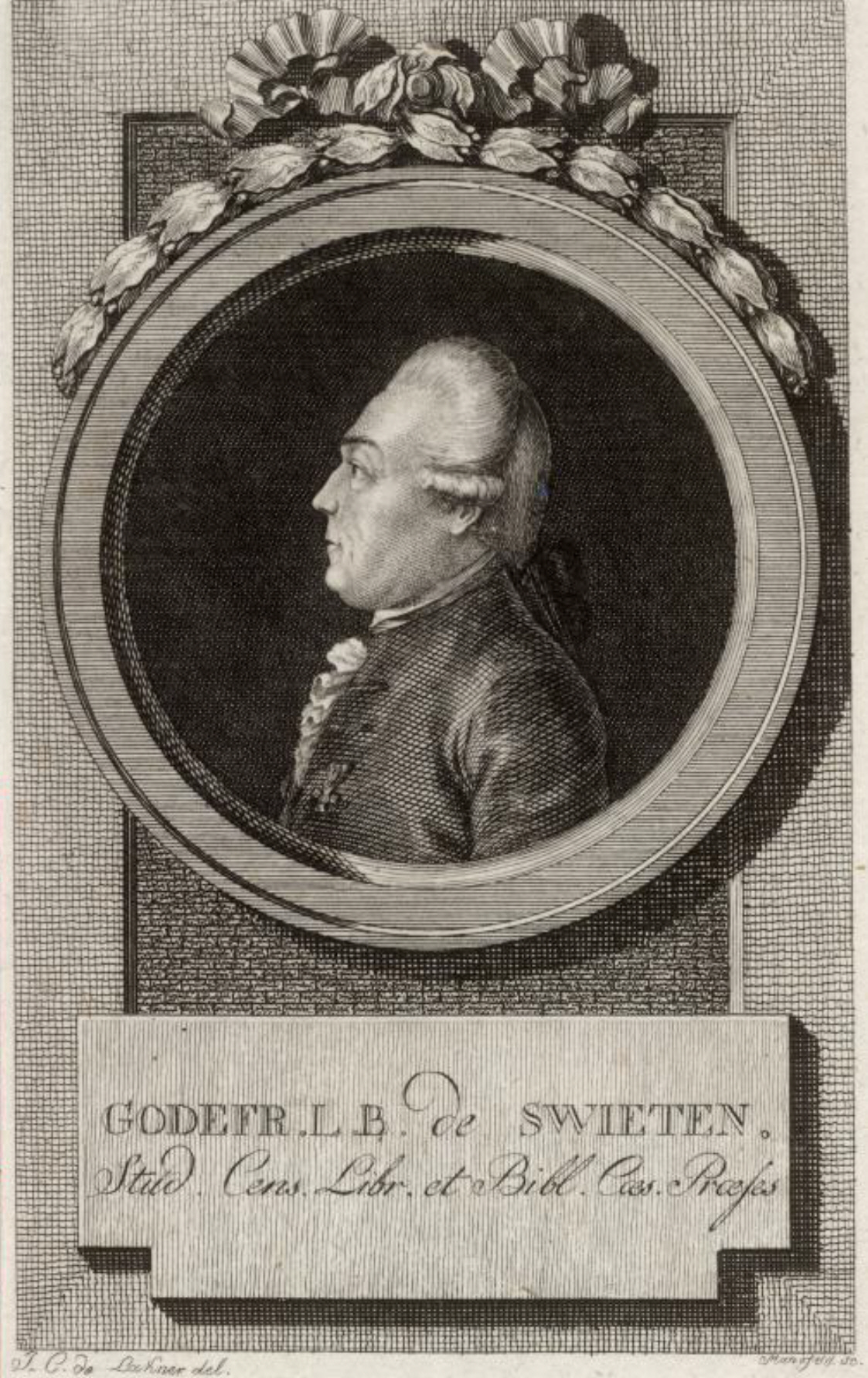
Gottfried van Swieten báró

### A Gott erhalte kezdetű nemzeti himnusz
A zeneszerző angliai élményei ihlették az Osztrák Császárság Gott erhalte kezdetű nemzeti himnuszát is, amelyet a God save the King mintájára készített el nyugat-magyarországi horvát népdalmotívumok felhasználásával.
Londonban látta, hogy a God save the King milyen nagy lelkesedést vált ki az angolokból, és úgy gondolta, hogy a napóleoni háborúk idején a németeknek sem ártana egy hasonlóan lelkesítő himnusz. Swieten megbeszélte a dolgot az alsó-ausztriai tartományi kormány elnökével, aki megbízta Leopold Haschka költőt a hazafias szöveg elkészítésével. Haydn 1797 januárjában zenésítette meg a verset, amelyet február 12-én a császár születésnapja alkalmából Ausztria valamennyi dalszínházában előadtak.
A himnusz nagy tetszést aratott szerte a birodalomban. Elsősorban talán ez játszott közre abban, hogy végül Bécsben is megtört a jég, és a Tonkünstlersocietät, amely 1778-ban még elutasította Haydn felvételi kérelmét, most a tagsági díj elengedésével, örökös elnöknek nevezte ki. Persze a zeneszerzőt ekkoriban már sokféle megtiszteltetés érte, többek között tagjává választotta a Svéd Királyi Zeneakadémia is. Közben Haydn A Teremtés első nyilvános előadásaival és azok próbáival volt elfoglalva. 1799. március 17-én és 18-án a Megváltó utolsó hét szava a keresztfán előadásait dirigálta, majd március 19-én sor került A Teremtés első nyilvános bemutatójára is, a zeneszerző vezényletével. Decemberben a Tonkünstlersocietät javára még a darab további két előadását vezényelte el. Ezekkel az előadásokkal Haydn lényegesen hozzájárult a társulat pénzügyeinek a megszilárdításához.
1800-ban sor került az oratórium londoni, majd párizsi bemutatójára is. A párizsi előadásra meghívták a szerzőt, de Haydn egészségi problémái miatt nem fogadta el a meghívást. Reumatikus fejlázban szenvedett, amely hetekig ágyhoz kötötte, állapota csak lassan javult. Jellemzően az döntötte ágynak, hogy túlságosan megerőltette magát, de 1800-ban előrehaladott kora miatt minden korábbinál tovább tartott a felépülése.
Felesége is már évek óta ízületi problémákkal küszködött, és többnyire a badeni kénes források közelében tartózkodott, végül 1800. március 20-án itt érte utol a halál. Haydn 1797 óta saját bécsi házában lakott. Felesége halála nem rázta meg különösképpen, ekkorra már hozzászokott a kényszerű agglegényélethez, és sosem szerette igazán az asszonyt. Luigia Polzelli, értesülve Haydnné haláláról, nem maradt tétlen. Miután nem sikerült ismét állást szereznie az Esterházy-udvarban, felkereste a zeneszerzőt, és felhánytorgatta neki régi ígéretét, miszerint ha egyszer felszabadul, feleségül fogja venni. Haydnt azonban már nem vonzotta a dolog. Így végül abban egyeztek meg, hogy ha Haydn özvegyen hal meg, akkor hagyatékából évi 300 forint jár majd Luigiának. Luigia ezután férjhez ment Luigi Franchi énekeshez, és Itáliába költözött újdonsült férjével. Ezt megtudva Haydn végrendeletében az évjáradékot a felére csökkentette.

### Az évszakok című oratórium
Agglegény élete ellenére Haydn nem volt magányos. Igen szívélyes, tanítvány–mester kapcsolatot tartott fenn Sigismund Neukomm zenésszel és Anna Milder énekesnővel, valamint ezekben az években kezdte el rendszeresen látogatni a mestert Georg August Griesinger, Haydn első életrajzírója. A Biographische Notizen über Joseph Haydn (Életrajzi jegyzetek Joseph Haydonról) nagyrészt a mesterrel folytatott beszélgetések anyagára épült. Közben az edinburgh-i George Thompson kiadóvállalat személyes megbízottakat küldött a zeneszerzőhöz, hogy felkérjék brit népdalok feldolgozására. Haydnnak megtetszett a feladat, és elvállalta. Végül több mint 300 brit népdalfeldolgozást készített el. 1800 szeptemberében két rangos angol vendég is beállított a zeneszerzőhöz: Lady Hamilton és Nelson admirális. Lady Hamilton az Ariadné Naxoszban egy példányát akarta megszerezni, és napokon át nem tágított a zeneszerző mellől, az Esterházy-udvar pompáját figyelemre sem méltatta.

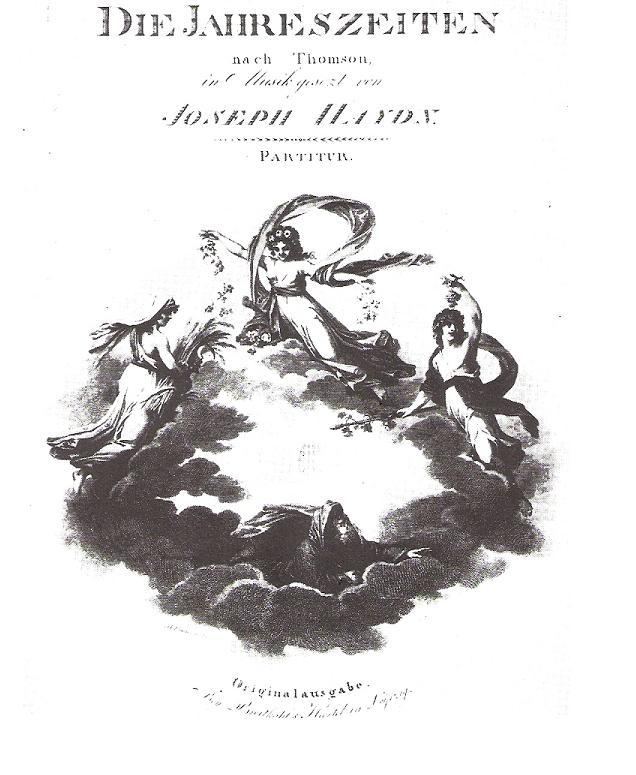
Az évszakok első kiadásának címlapja

A mester mindeközben már egy új oratórium megalkotását forgatta a fejében. Swieten lefordította és szövegkönyvvé dolgozta át számára James Thomson The Seasons című költeményét, pontos utasításokat adva az áriák, recitativók stb. számára vonatkozólag. Haydn mindezt rendben levőnek találta, de a kissé túlburjánzó szöveg nem ihlette meg olyan mértékben, mint A Teremtés témája. Swieten utasításai közül főleg az keltett benne aggodalmat, amely szerint mindebben utánoznia kellett volna a természet hangjait. A korábbi évtizedekben ez a kedvelt és bevett stilisztikai eszköz ekkoriban már kiment a divatból, és Haydn megütközött azokon a szövegrészleteken, amelyek megkövetelték a hasonló megoldásokat.
Ennek következtében Haydn a darab zongoravázlatát teleirkálta olyan megjegyzésekkel, hogy ez nem az ő ötlete volt, úgy kényszerítették, hogy ezt meg ezt írja. A zongorakivonat korrektúráján Johann Gottlieb Karl Spazier kritikus meglátta ezeket a megjegyzéseket, és felhasználta őket arra, hogy lesújtó kritikát jelentessen meg a szövegkönyvről. Swieten ezt nagy sértésnek vette, és nagyon megneheztelt a zeneszerzőre, de Haydn hamar lecsillapította az öreg bárót.
1801 februárjában Haydnt megint reumatikus fejláz gyötörte, amelyből csak március közepe felé épült fel. Március 29-én és 30-án elvezényelte a Krisztus hét szavát, majd április 24-én lezajlott Az évszakok ősbemutatója, szintén a Schwarzenberg-palotában. Az előadást másnap és május 1-jén megismételték. A siker nem maradt el. Ezután Mária Terézia Karolina császárné akarta két egymás követő napon előadatni az udvarban a mester legújabb oratóriumait, ezekre az előadásokra május 24-én és 25-én került sor. A szoprán szólót maga a császárné énekelte. Haydn számára ismét szép anyagi hasznot hoztak az előadások, egészségi állapota azonban végleg megrendült.
Ahogyan már A Teremtés című oratóriumban, úgy Az évszakokban sem pusztán folytatta Haydn a händeli hagyományokat, hanem tökéletes harmóniába ötvözte őket saját kora, a bécsi klasszicizmus stílusjegyeivel.
Az évszakok nem vallási vagy mitológiai témát állít középpontba, a pódiumon a természettel együtt élő, mindennapi munkát végző, szomorkodó vagy épp örvendező egyszerű emberek jelennek meg, első ízben a zenetörténetben. Szereplői, Simon, a derék gazda (basszus), Hanna, fiatal lány (szoprán), Lukács, parasztlegény (tenor) és a kórus nem valóságos személyeket jelenítenek meg, hanem egy-egy jellegzetes típust, akik megosztják velünk az évszakok körforgásával, a természet jelenségeivel kapcsolatos élményeiket, valamint a belőlük levonható tanulságokat.

### Az utolsó évek
1801-ben Haydn elkészítette a végrendeletét. Nagylelkű személyiségét mi sem bizonyítja jobban, minthogy szakácsnőjéről és házmesternőjéről is gondoskodni kívánt. A szépnem iránti vonzalmát bizonyítja a tekintélyes, nőkre hagyományozott örökség. A végrendeletben szereplő nők többségéről azonban keveset tudnak a kutatók, az esetek többségében azt sem sikerült kideríteniük, hogy pontosan milyen kapcsolatban álltak a zeneszerzővel. A legtekintélyesebb örökség a két testvérre várt. Michael tehetséges és sikeres zeneszerző volt, Johann azonban feltehetőleg csak közepes zenei tehetséggel rendelkezett. Ezt látszik alátámasztani az a tény, miszerint negyvenévnyi kismartoni szolgálat után is csak igen szerény pozíciót töltött be a hercegi udvarban, de Haydn mindvégig támogatta anyagilag, ahogy egyébként családja többi rászoruló tagját is.

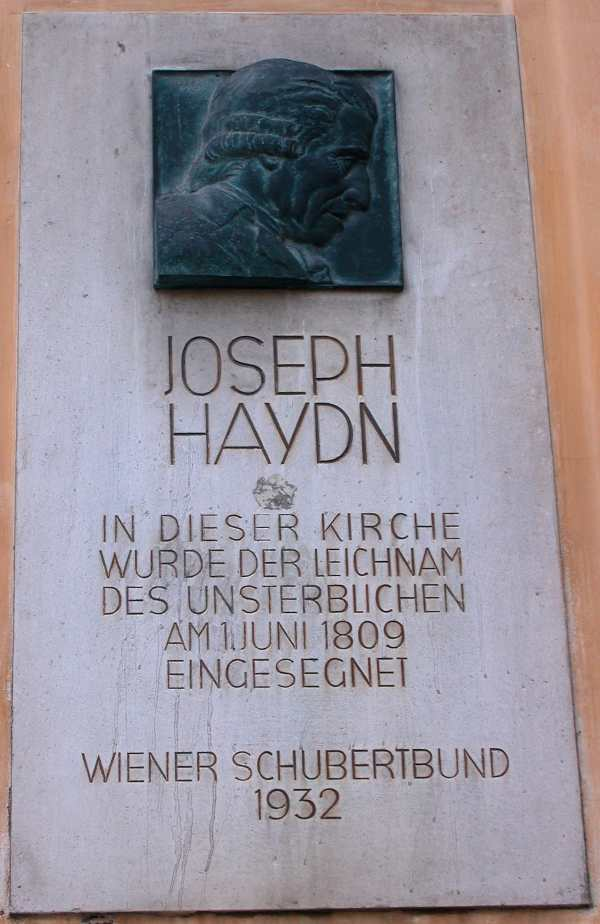
Emléktábla a házon, ahol Haydn meghalt

Utolsó éveiben a zeneszerzőn egyre inkább erőt vett az öregség. Egyre kevesebbet komponált, viszont gondot fordított könyvtárának, zeneműveinek rendezgetésére, katalogizálására, illetve művei kiadására. Leveleiben, feljegyzéseiben és egyéb megnyilvánulásaiban is gyakran hivatkozott előrehaladott korára, és olykor idősebbnek tüntette fel magát, mint amilyen valójában volt. Hivatali kötelezettségei az 1800-as évek elején már igen csekélyek voltak, de ő mindvégig igyekezett eleget tenni nekik. 1802-ben például levélben tájékoztatta Esterházy herceget, hogy nagy erővel dolgozik a szokásos évi misén. A karmesteri teendőket már csak alkalmanként tudta ellátni, ezért Miklós herceg kénytelen volt gondoskodni a helyetteséről. Először Michael Haydnt invitálta udvarába, de az ekkor már a salzburgi hercegérsek szolgálatában működő zenész elutasította ajánlatát. Így a herceg végül Johann Fuchsot nevezte ki másodkarmesterré, Haydn távollétében pedig Luigi Tomasini lett felelős a kamarazenéért. Haydn Johann Nepomuk Hummelt javasolta a zenekar vezetőjének, 1807-től pedig a zeneszerző tanítványa, Antonio Polzelli működött Eszterházán mint helyettes koncertmester és direktor.
Ily módon 1802-től fokozatosan megszűntek napi kötelezettségei a hercegi udvarban, ennek köszönhetően egészségi állapota állandó maradt. Lábát folyamatosan reuma gyötörte, ennek következtében utolsó éveiben házhoz kötötten élt. Otthona a zenészek és a zenepártoló főurak zarándokhelye lett, így bár a zeneszerző már nem nagyon mozdult ki, mégsem volt magányos.
1803-ban még a Megváltó hét szavát is elvezényelte, de aztán egyre inkább házhoz kötötte betegeskedése. Azon az ünnepségen sem tudott részt venni, amit hetvenharmadik születésnapja alkalmából rendeztek. Ezen alkalomból lépett először a nagyközönség elé ifj. Wolfgang Amadeus Mozart, aki a Haydn tiszteletére komponált és előadott kantáta zenéjét komponálta. Az eredeti tervek szerint az idős mester mutatta volna be a közönségnek a fiatal művészt, de gondozói és orvosai jobbnak látták, ha minden izgalomtól megkímélik Haydnt.
1803-ban Bécs Salvator-éremmel tüntette ki a mestert, majd megválasztották a város díszpolgárának. A párizsi konzervatórium és a Societé académique des enfants d’Apollon tiszteletbeli tagjává választotta. A párizsi példát hamarosan a szentpétervári filharmonikusok is követték. Sok induló, vagy akkor már nagy nevet szerzett művész is felkereste otthonában az idős zeneszerzőt, többek között Marie Bigot zongoraművésznő vagy Luigi Cherubini.
1805-ben Európában tévesen elterjedt a zeneszerző halálának híre. A párizsi zenei élet megrendüléssel fogadta a gyászhírt, Cherubini még egy kantátát is írt a mester (vélt) halálának alkalmából. Rodolphe Kreutzer egy hegedűversenyt komponált Haydn-témákra. A gyászünnepséget februárra tervezték, ahol is ezt a két művet és Mozart Rekviemjét akarták előadni. Ám közben megérkezett Bécsből a hír, miszerint Haydn még él. A zeneszerző humorosan fogta fel az esetet. Kedélyesen megjegyezte: „Ej, ezek a jó párizsi urak! Nagy hálával tartozom az előlegezett tisztességért. Ha tudok róla, magam utaztam volna oda, hogy személyesen dirigáljam a gyászmisémet!”
Még ez évben meghalt Johann Evangelist Haydn. A szomorú hírt a hercegnő közölte a zeneszerzővel, aki olykor-olykor felkereste egykori zenemesterét. Testvére halála mélyen megrázta. Amikor 1808-ban, az utolsó alkalommal mutatkozott nyilvánosan a hetvenhatodik születésnapja alkalmából rendezett előadáson (ahol egyébként A Teremtést játszották), meleg hangon emlékezett meg fivéréről. Mivel 1806-ban Michael Haydn is meghalt, valamint 1808-ban már Anna Maria nevű nővére sem volt az élők sorában, a zeneszerző Mathias Fróch nevű unokaöccsét tette meg fő örököséül.
1809-ben Napóleon francia császár katonái bevonultak Bécs nyugati külvárosába. Haydn személyzete és gondozói könyörögtek kenyéradójuknak, hogy költözzenek át a mester gumpendorfi házába, de az agg zeneszerző nem érzett magában ahhoz elég erőt. A város bombázása alatt még bátorította a körülötte lévőket, de az osztrák csapatok veresége nagyon lehangolta. Május 26-án a zongorája köré hívatta a személyzetét, és eljátszotta nekik a Gott erhaltét. Másnap már nem tudott felkelni az ágyból. Újabb orvost hívattak, de már ő sem tudott rajta segíteni, Haydn május 31-én elhunyt.

### Temetése
Amikor 1809. május 31-én Haydn meghalt, Napóleon csapatai éppen Bécs körül táboroztak, ezért egy kis gumpendorfi temetőben, szerény külsőségek közepette temették el. A háborús körülmények miatt méltatlanul kevesen kísérték el végső útjára.
Haydn csodálóit nagyon elkeserítette, hogy a temetés nem volt méltó a zeneművészetben kivívott rangjához, ezért két hét elteltével egy francia zenerajongó bárónő, Vivent Denon közreműködésével a bécsi Schottenkirchében egy második gyászszertartásra került sor, ahol Mozart Requiemje is felcsendült.
Bár ezt a második gyászszertartást a megszálló franciák szervezték, a meghívottak között ezúttal ott voltak a bécsi felső tízezer tagjai is, francia és osztrák katonák együtt álltak díszőrséget a ravatalnál.
Haydn első temetését még további három temetés követte, míg végül 1954. június 5-én végső nyughelye a kismartoni Hegyi templom kriptája, az ún. Haydn-mauzóleum lett.

### Haydn ellopott koponyája

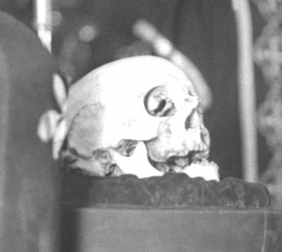
Haydn koponyája (1954)

Joseph Carl Rosenbaum, Esterházy herceg korábbi titkára egy sírásót lefizetve néhány nappal a temetés után felnyittatta Haydn sírját, és tudományos célból ellopta a koponyáját: be szerette volna bizonyítani, hogy az értelmi képességek összefüggésben állnak a koponya alakjával és méretével. Napóleon elvonulása után Esterházy Miklós úgy határozott, hogy immár méltó körülmények között újratemetteti Haydnt. Amikor a komponista földi maradványait előkészítették a szállításra, azonnal feltűnt a hiány. Esterházy éktelen haragra gerjedt, a hatóságok pedig nyomozni kezdtek. Rosenbaum végül bevallotta, hogy nála van a fej, de az eredeti helyett egy másik koponyát adott át Esterházynak.

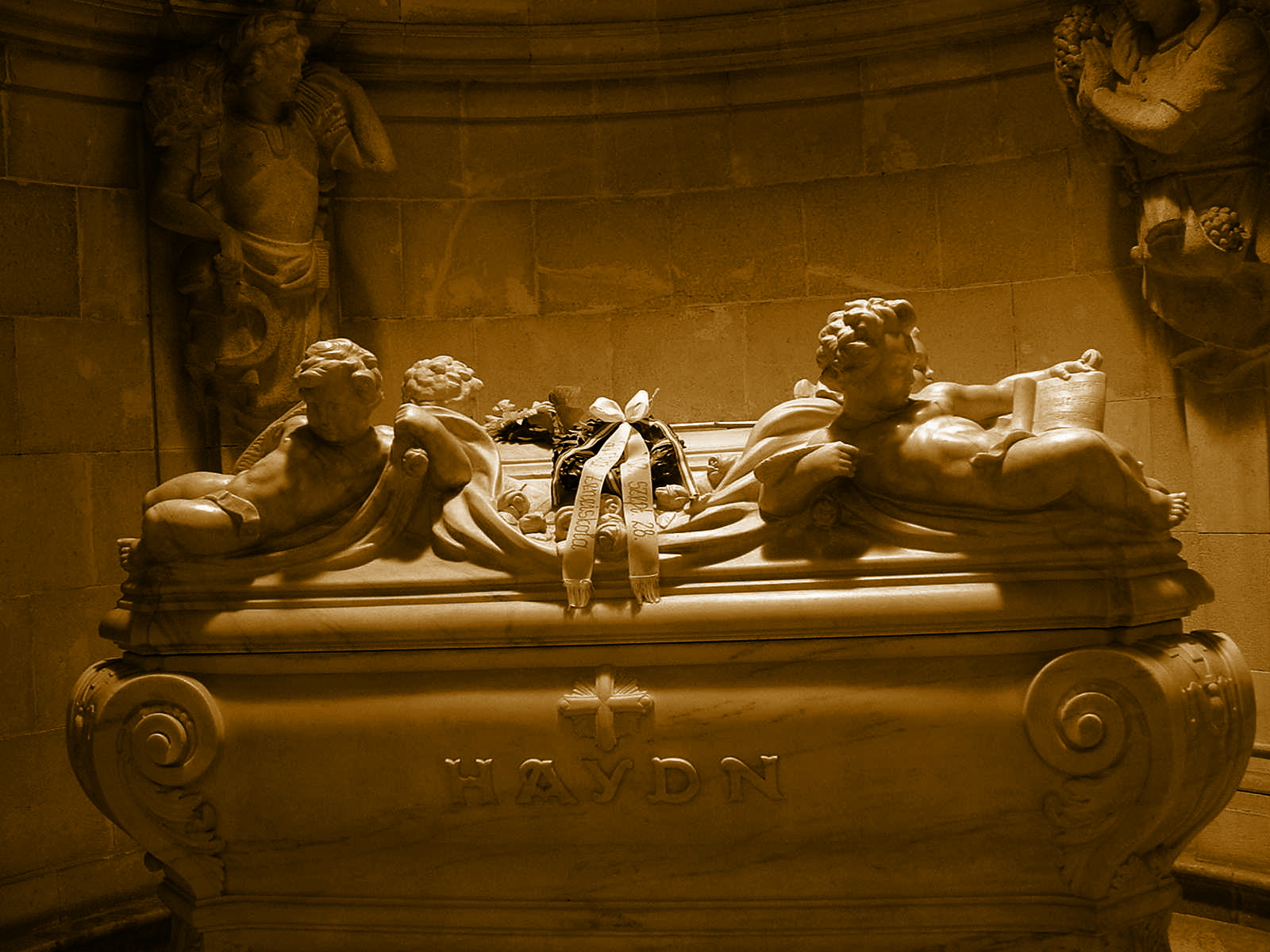
Haydn sírja Kismartonban

1895-ben a Bécsi Zenebarátok Egyletéhez került a koponya, amely évtizedekig állt kiállítva az egylet székházában. Esterházy Pál herceg 1932-ben, Haydn születésének 200. évfordulójára mauzóleumot építtetett a komponistának Kismartonban. Tervbe vette, hogy megvásárolja a koponyát, de a nagy gazdasági világválság szorításában nem tudta kifizetni a kért összeget. A második világháború után viszont az egylet vezetői az Esterházyaknak adták a koponyát, amely végül 1954-ben, ünnepélyes keretek között, egyházi asszisztencia mellett kerülhetett új koporsóba a többi maradvánnyal együtt.
A meglehetősen morbid történetet Esterházy Péter dolgozta fel a Harminchárom változat Haydn koponyájára című színdarabjában.

## Művészete

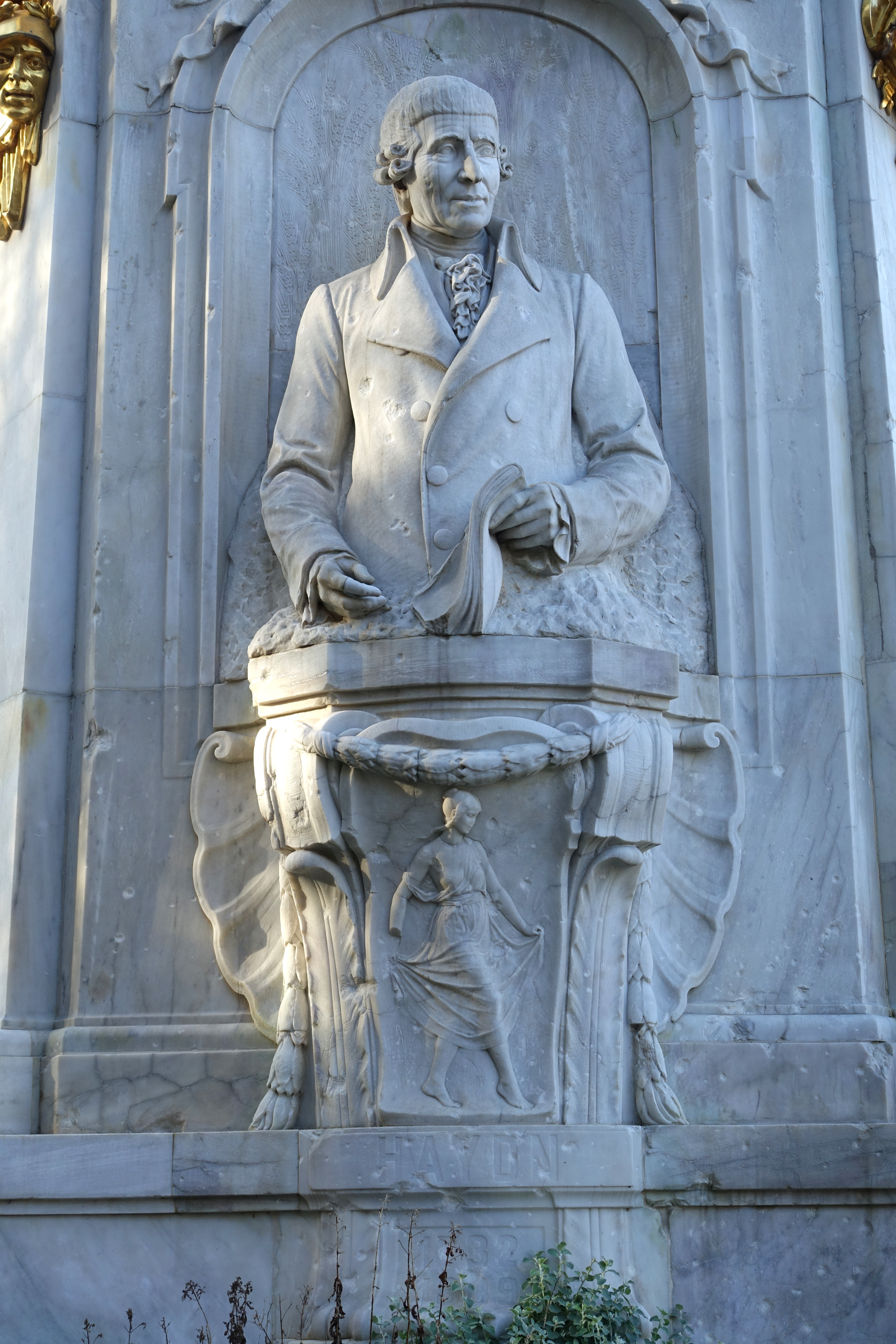
Haydn Tiergartenben található szobra

Haydn zenéjének egyik legsajátosabb jellemzője, hogy sokszor egyszerre van benne jelen a komolyság és a humor, a tragikusat gyakran vegyítette a komikussal. A zenéjében megjelenő szellemesség intelligenciát és humort egyaránt jelent. Zseniális, de olykor nyugtalanító játékot valósított meg hangszeres műveiben, amikor tételeit befejezésnek ható kezdetekkel indította, és kezdetnek ható befejezésekkel zárta. A szellemesség sokszor átcsapott zenéjében ironiába, és olykor teljes mértékben az ellentettjét valósította meg a hallgató várakozásainak. A komolyság és az érzelmek mélysége ugyanolyan súllyal van jelen művészetében.
A humoros és komoly hangvételt általában egymás mellé helyezte, nem alkotta meg a kettő szintézisét. Művészetében a forma és tartalom egyensúlyban van. Hangvételére jellemző az osztrák népies hang, de helyenként idézett a magyar verbunkosokból is (például Bihari Jánostól).
A fiatal Haydn még erősen támaszkodott a barokk zene hagyományaira. Korai zenekari műveiben erőszeretettel alkalmazta a szvit-szerű sinfonia (a sinfonia eredetileg egy három részből álló operai nyitánytípus olasz neve volt, amely később önálló zenekari darabbá vált, tulajdonképpen a szimfónia korai előzménye) elemeket, így ezek a darabok tulajdonképpen nem mások, mint stilizált tánctételek füzérei. E tételek némelyike azonban már az egyszerű szonátaforma kívánalmai szerint épült fel.

„Gyakran, amikor sokféle munkámban nehézségekkel küszködöm, és amikor nehezemre esik továbbrónom a megkezdett utat, olyankor egy titkos hang azt suttogja nekem: »Oly kevés a derűs és elégedett ember ott alant, bánat és gond űzi őket szüntelen; a te munkád olykor talán forrás, amelyből a gondterhes, üggyel-bajjal megrakott ember néhány pillanatra nyugalmat, pihenést merít.« Ez volt hatalmas mozgatóm, amely tovább haladnom késztetett, és ez az oka annak, hogy még ma is lelkemből lelkedzett derűvel tekintek vissza a munkára, amelyet esztendők hosszú során át lankadatlan erőfeszítéssel és fáradsággal e művészet ápolására fordítottam.”

– Haydn ars poeticája 1802-es naplórészletében

Legnagyobb technikai teljesítménye a szonátaforma bővítése volt. Korai műveiben még elsősorban a dallamosságra összpontosított, nem igazán bontotta ki a különböző témákat, szinte áriákat írt hangszerekre. De ahogy megismerte a mannheimi mesterek és a korai bécsi iskola törekvéseit, látóköre kitágult, technikája sokrétűbb lett. A szonátaformát nem ő találta ki, de ő dolgozta ki a legpontosabban. A szonátaforma szembeállításból és kidolgozásból áll. A bevezetés bemutatja az anyagot, amire a téma épülni fog: egy főtémát és egy melléktémát. A kidolgozás során aztán mind a két téma átalakul, majd a visszatérés nagyjából eredeti formájában megismétli a két témát. Ezenkívül Haydn kialakította a klasszikus zenekari formanyelvet is. A gyors, lendületes első tételt mindig egy lírai második, majd egy táncszerű harmadik (általában menüett) követte, aztán jött a lendületes, általában rondóformájú zárótétel. Haydn zenekari műveinek jelentős hányada eszerint a formai modell szerint épül fel.

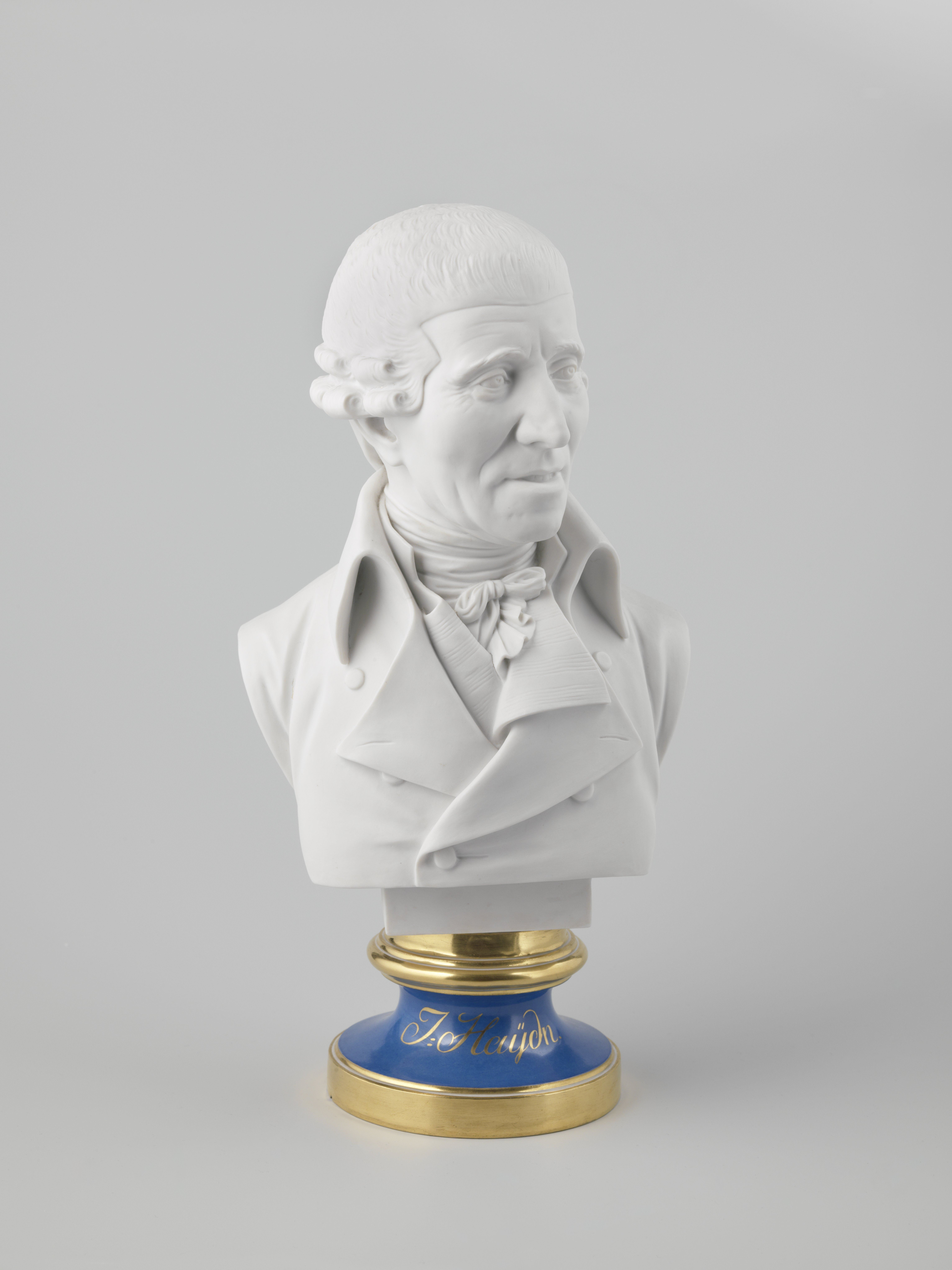
A Rijksmuseum Haydn-büsztje

A szimfónia mellett kialakította a vonósnégyes négytételes formáját is. Vonósnégyeseiben a menüettet egy idő után scherzóval helyettesítette. Eleinte a cselló és a brácsa, valamint a második hegedű szólamát alárendelte az első hegedűnek, de az 1770-es évek elején komponált op. 9-es sorozat darabjaiban már a szólamok egyenrangúak, az első hegedű szólama azonban mindig kitüntetett szerepet kapott. A bécsi zenei köznyelvet elsősorban ritmuskészlete egyénivé tételével, gazdagításával törte át.
Igazán újszerű zenei megoldások az 1770-es években jelentkeztek művészetében. Ezekben az években Haydn több, akkoriban szokatlan hangnemben írott művet alkotott (ilyen szokatlan hangnem volt az f-moll, az e-moll, a fisz-moll, a H-dúr), ezzel már a romantika korszakát vetítette előre. Ekkoriban írt művei jelentős részében a korszakban formabontónak számító akkordokat alkalmazott, valamint hirtelen hangnemváltásokat és átmeneteket, illetve moll-harmóniákat. Összességében elmondható, hogy Haydn zenetörténeti jelentősége a szonátaforma tökéletesítése mellett a vonósnégyes és a szimfónia klasszikus formájának kifejlesztésében áll, ezen kívül nagy jelentőségűek német nyelvű oratóriumai is.

## Művei
Haydn egyike volt a legtermékenyebb zeneszerzőknek. Száznégy szimfóniája (egyes források szerint száznyolc), mellett több mint húsz operát, négy oratóriumot, számos versenyművet (húszat zongorára és csembalóra, kilencet hegedűre, hatot gordonkára, valamint tízet egyéb szólóhangszerre), divertimentókat, kamarazenei kompozíciókat (köztük több mint hatvan vonósnégyest, harmincegy zongora-, hatvanhat vonós- és százhuszonöt barytontriót), áriákat, dalokat és több mint háromszáz népdalfeldolgozást komponált.

## Humora
Az európai zenetörténet legjobb humorérzékkel rendelkező zeneszerzője kétségkívül Haydn. Számos művébe épít be „poénokat”. Jó példa erre az Üstdobszimfónia, amit az angolok Surprise-nak (meglepetés) neveztek el. A lassú tétel egyszerű és halk dallama szinte elringatja a hallgatót, ám egyszerre hatalmas üstdobütésre riad fel. Hasonló tréfával operál az ún. Katonaszimfóniában is, szintén a lassú tételben, amikor is minden átmenet nélkül egy egész katonazenekar lép be elefántként a rokokó porcelánboltba: nagydob, üstdob, triangulum, rézfúvók zökkentik ki a hallgatót, emlékeztetve rá, hogy a boldog békeidők kora lejárt: a jelen Napóleoné és Nelson admirálisé.
Kevésbé vicces, de nem kevésbé hatásos egy másik szimfónia kezdete, amely halk üstdobmorajlással indul. Ez a szimfónia az Üstdobpergés' ragadványnevet kapta.
A haydni humor legszellemesebb megnyilvánulása azért mégiscsak a Búcsúszimfónia. A zárótételben azt meséli el Haydn, hogy a zenészei elfáradtak, szeretnének már hazamenni a családjukhoz Kismartonba. A zene közben egymás után fejezik be a játékot, fújják el gyertyájukat, és mennek ki a teremből. A végére mindössze két hegedűs marad.

## Értékelése
A 19. században Haydn zenéje mondhatni feledésbe merült. A romantika kora nem kedvelte a klasszicizmus kiegyensúlyozott, mértéktartó muzsikáját. A Haydn-művek elevenségét, ötletgazdagságát az első, sőt inkább a második világháború után fedezték fel újra.
Egyre meghaladottabbá vált a csakis Haydn zenéjének nyugalmát, kedélyes, családias derűjét, romlatlan, falusi egyszerűségét hangsúlyozó egyoldalú esztétikai ítélet.
„Az ő muzsikájában kapott új formát a mai szonáta, szimfónia, vonósnégyes. És ezek az új formák az ő zenéjében teltek meg új tartalommal: osztrák, magyar és más népzenei elemekkel… a polgárságnak az érzéseivel és utcai nótáival” – a zenetörténészek körében ez, a Haydnnak a zeneirodalom megújításában játszott szerepét elismerő vélemény tekinthető ma már uralkodónak.
Sokoldalúságát is nagyra értékelik. Liturgikus műveiben képes megszólaltatni a vallásos áhítatot. Vígoperáiban érvényesül humora. Kamarazenéje e kifinomult és bensőséges műfaj magasrendű élvezetét kínálja.
Ennek ellenére Haydn a koncerttermekben némileg háttérbe szorult, munkássága utódai, hagyatékának gazdagítói, Mozart és Beethoven árnyékában él tovább. Ahogy Schiff András zongoraművész megjegyezte: „Sokkal jobban meg kellene becsülni! A valaha élt igazi zsenik közül sajnos őt tartják a legkevesebbre.”
Míg munkássága a hangszeres zene történetében korszakalkotó jelentőségű, s az oratóriumairól is elmondható, hogy közvetlenségükkel, atmoszférájuk mély és nemes költészetével, zenekari tételeik és kórusaik mozgalmasságával magukban állnak a zeneirodalomban, addig operai életművének megítélése már korántsem ilyen egyértelmű. Az egyes darabok kisebb-nagyobb mértékben problematikusak. Ezért a világ nagy operaházainak egyikében sem igazán vannak repertoáron. Ez az az egyetlen műfaj, amelyben távolról sem volt egyenletes és felfelé ívelő zeneszerzői fejlődése, amelyre kifejezetten ráunt, vagy legalábbis elkedvetlenedett a művelésétől, de amit mégis muzsikája jelentős kifejezési formájának tekintett.

### Róla írták
„Ez a meleg és bensőséges »otthon«-hang, a teli szívből kacagó humor és a rezignáció érzelmesen merengő lírája Haydn zenéjében szólal meg először; de mindez még távolról se meríti ki Haydn egész költészetét. A komoly tépelődés és fájdalmas pátosz Haydn zenéjének éppoly organikus vonásai, mint a humor és a szentimentalizmus” – összegzi Szabolcsi Bence, a magyar zenetudomány nemzetközi rangú képviselője a Haydnról alkotott véleményét.
„Haydn olyan ember – állapítja meg Yehudi Menuhin, a világhírű hegedűművész –, aki átélte azt a változást, amely az Istennek és Királynak való kiszolgáltatottságtól az egyéniség erejébe vetett hitig vezetett.”

## Emlékezete

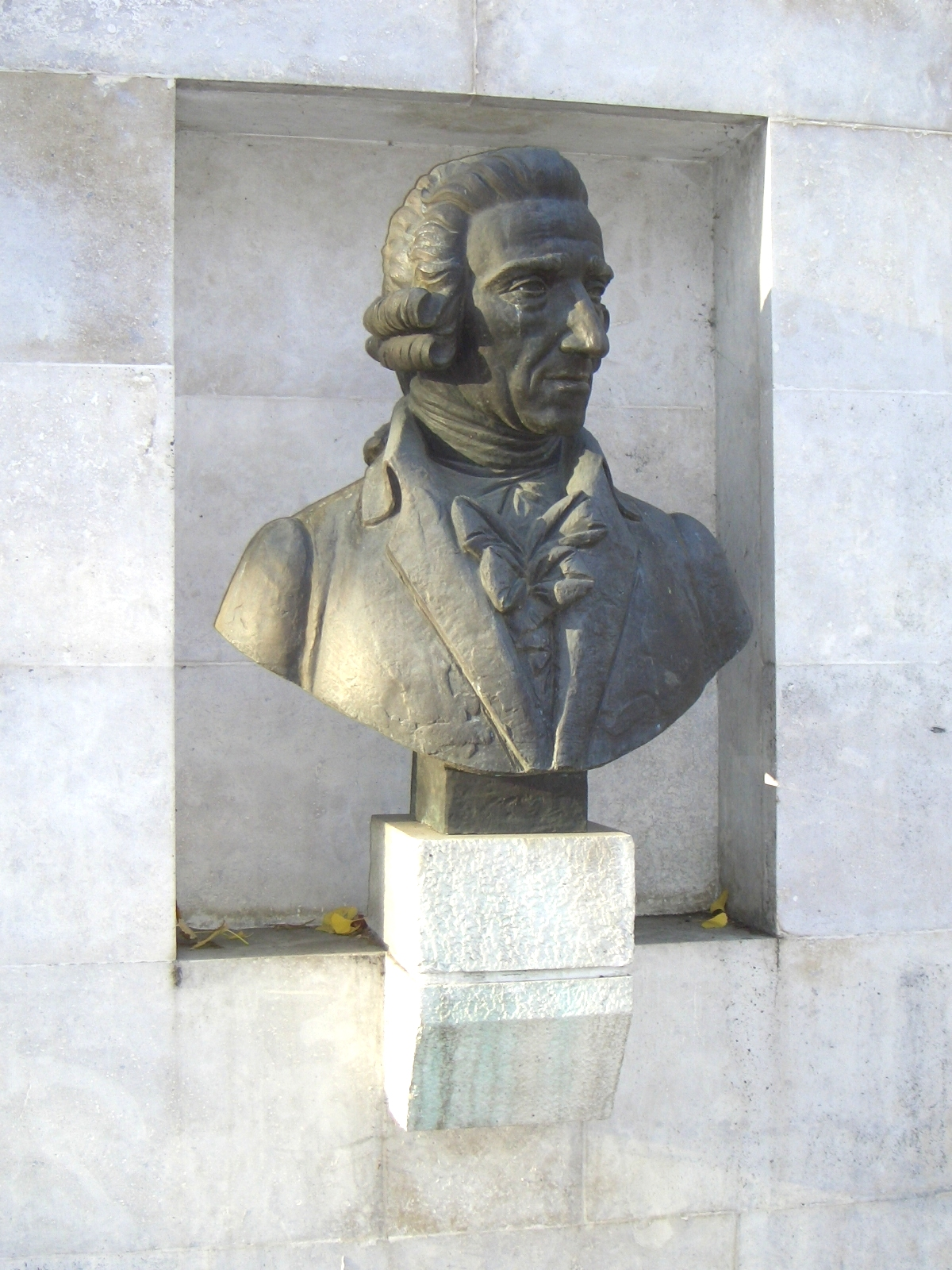
Kocsis András Haydn-szobra a budapesti Horváth-kertben

### Emléktáblák, domborművek, szobrok
- Budapesten, az I. kerületben, a Horváth-kertben egy kőfal-fülkében elhelyezett, bronzból készült mellszobrot állítottak föl a tiszteletére.[207] Az emlékmű Kocsis András műve. Felirata: 'HAYDN 1732-1809; a hazánkban működött nagy zeneszerző halálának százötvenedik évfordulójára.
- 2013-ban Fertődön az Esterházy-kastély parkjának egyik, a kastély déli homlokzatán futó sétányán egy kottát a kezébe tartó Haydn-szobrot helyeztek el.[208] (Eredetileg egy szoborpárban gondolkodtak, mely a kastélyépíttető Esterházy Miklós herceget és Haydn-t úgy örökítette volna meg, hogy kivilágoljon belőle e két nagyformátumú egyéniség egymás iránti megbecsülése, egymás életében játszott meghatározó szerepe – ám e terv végül nem valósult meg.)
- 2010-ben Haydn-emléktáblát helyeztek el a Budavári Palota C épületének falán. (Ez az ún. Mária Terézia-szárny.) Felirata: E FALAK KÖZÖTT, A PALOTA TRÓNTERMÉBEN CSENDÜLT FEL MAGYARORSZÁGON ELŐSZÖR, 1800. MÁRCIUS 8-ÁN JOSEPH HAYDN ORATÓRIUMA: A TEREMTÉS A SZERZŐ VEZÉNYLETÉVEL, JÓZSEF NÁDOR SZÜLETÉSNAPJA ALKALMÁBÓL FELESÉGE, ALEKSZANDRA PAVLOVNA FELKÉRÉSÉRE AZ ESEMÉNY 210. ÉVFORDULÓJÁN ÁLLÍTOTTA A MAGYAR HAYDN TÁRSASÁG

### Közterületek, közintézmények
- Sopronban és Fertődön utcát neveztek el Haydnról.
- Kultúr-, illetőleg várostörténeti érdekesség, hogy Haydn A Teremtés című oratóriuma, amelyet a bemutatója idején „Alkotás” címen fordítottak magyarra, két máig élő utcaelnevezést inspirált. A mai Déli pályaudvarral szemben ugyanis egykor egy két utcára néző városi palota állt és a kapuzata fölött elhelyezett domborművön az oratórium tiszteletére a teremtés képét örökítették meg, benne a kékre festett földgolyóval. Erről a domborműről nevezték el az azóta már a történelem viharaiban elpusztult palota egyik sarkán található utcát Alkotás, a másik sarkán elnyúlót pedig Kékgolyó utcának.

### Irodalmi alkotás
Szentkuthy Miklós Doktor Haydn címmel egy besorolhatatlan műfajú könyvet jelentetett meg, melyben Haydn életének valós tényeit – egyfajta regényírói szabadsággal – fikcionális elemekkel ötvözi. E műből az olvasó nem feltétlenül fog hiteles képet kapni egy Joseph Haydn nevű, a 18. században élt zeneszerző életéről és munkásságáról.

### Zenekarok, zeneiskolák, zenei rendezvények
- Fischer Ádám karmester 1987-ben Osztrák-Magyar Haydn Zenekar néven együttest alapított azzal a céllal, hogy a legkvalitásosabb osztrák és magyar zenészek méltó módon adják elő a nagy zeneszerző alkotásait.[210]
- A Müpa 2021-ben kiállítást rendezett Haydn és Magyarország címen.[211] E kiállításon az a vezérgondolat húzódott végig, hogy bár Haydn osztrák születésű volt, mégis részben a magunkénak tekinthetjük. Erre az ad alapot, hogy Haydn élete nagy részét egy magyar főúri család, az Esterházy-család szolgálatában töltötte, kompozícióiban olyan tételekre bukkanunk, mint „Rondo all' Ongarese”, művei közül többet is magyar arisztokratáknak ajánlott (Erdődy- és Apponyi-kvartett).
- Fertődön a zeneiskola Joseph Haydn nevét viseli.
- Kapuváron Haydn nevét vette fel a vegyeskar.[212]

### A Magyar Haydn Társaság és a Haydneum Magyar Régizenei Központ Alapítvány
- A Magyar Haydn Társaság a nagy zeneköltő emlékének ápolását tekinti fő hivatásának. Gyakran szervez koncerteket, előadásokat, emléktábla-avatásokat.[213]
- A Haydneum Magyar Régizenei Központ Alapítvány a régizene értékeinek magyarországi támogatását, valamint a magyar vonatkozású barokk, bécsi klasszikus és kora romantikus repertoár újrafelfedezését, megőrzését, terjesztését és népszerűsítését szolgáló intézmény.[214]

### Emlékév
2009-ben, Haydn halálának 200. évfordulója alkalmából Haydn-emlékévet hirdetett meg a magyar kormány.

## Meghallgatható felvételek
- No.101. „Óra” szimfónia, 2. tétel
- Haydn: No.40 zongoraszonáta, 1. tétel
- No.40 zongoraszonáta, 2. tétel
- Gott Erhalte (Császárhimnusz)

Nem tudod lejátszani a fájlt?

## Kották
- Haydn, Joseph. International Music Score Library Project. (Hozzáférés: 2019. május 17.)